# 시코쿠 여객철도 2000계 동차
2000계 기동차(일본어: JR四国2000系気動車)는 시코쿠 여객철도(JR시코쿠)와 도사쿠로시오 철도의 특급형 디젤동차이다.

## 개요
시코쿠섬내의 고속도로망 정비에 수반하여 특히 시코쿠 산지를 횡단하며 급경사와 급커브가 이어지는 도산 선의 특급 열차 속도 향상을 목적으로 JR시코쿠와 철도 종합 기술 연구소(철도 총연)가 공동으로 개발한 형식이다.
서기 2000년을 눈앞에 개발되면서 『2000계』라는 일본국유철도(국철)식 '키하' 등의 문자를 사용하지 않고 네자리 숫자로만 표기하는 사철 차량의 같은 형식 칭호가 부여되었으며, 이후 JR시코쿠의 신형 차량은 1000형 동차, 7000계 전동차, 8000계 전동차, 6000계 전동차, 5000계 전동차, 1500형 동차, 8600계 전동차 등 4자리 숫자에 형식 칭호를 쓰게 되었다.
엔진에서 대차로의 동력 전달 반작용으로 곤란했던 틸팅 동차를 2개의 엔진에서 생기는 회전력을 상쇄시켜 실현했으며 원심력에 의한 틸팅에 앞서 기계적으로 틸팅을 일으켜 승차감 개선을 도모하는 제어부가 자연 진자가 채용되었다. 틸팅 동차로서는 세계 최초, 제어식 틸팅 차량으로서는 일본 최초의 차량이다.
제어부가 자연 진자는 미리 운행 구간의 선형 데이터를 기억시켜 이에 따라 틸팅을 위한 선형 데이터가 없는 구간에서는 틸팅을 사용할 수 없다. 또한 우노 선·혼시비산 선에서는 틸팅을 사용하지 않는다. 틸팅 장치는 코로식이며 틸팅 작용시의 차체 최대 경사각은 5°로 곡선 반경 600m에서 원칙+30km/h의 120km/h 운행이 가능하다.
제동 시스템은 전기지령식 공기제동으로 제동 거리의 단축을 위해 기관제동, 배기제동을 병용하고 있다. 중심을 낮추기 위해 차륜 지름을 810mm로 소형화하고 승객용 출입문 부분의 스텝을 없애는 것과 함께 스테인리스 차체 외판을 1.2 mm 두께로 얇은 것을 사용해서 차체 경량화를 꾀하고 있다. 연결기는 밀착 연결기가 채용되었다.
엔진은 고마쓰의 직접 분사식 SA6D125H형으로 출력은 330ps이다. JR시코쿠의 사내 정식 명칭은 없지만, 동일본 여객철도(JR동일본)에서는 이 엔진에 DMF11HZ라는 사내 정식 명칭을 부여하고 있다. 니가타 컨버터의 직결 2단식 액체 변속기 TACN22-1601의 조합으로 25퍼밀 오르막 구배에서 균형 속도는 95km/h를 달성하고 있다.
승객용 출입문에는 플러그 도어를 채용했다. 키하185계에 맞춰 측면 2개소로 되고 있으며 이는 8000계 전동차도 마찬가지이다. 또한 승객용 출입문이 열린 채 기동하더라도 5 km/h를 넘으면 자동으로 닫히도록 되고 있다.
제작 연도에 의한 아래의 3종류가 있으며 상호 연결로 유연하게 운용할 수 있다.
- 시작차량 'TSE'
- 양산차
- N2000계

### 시작 차량 'TSE'

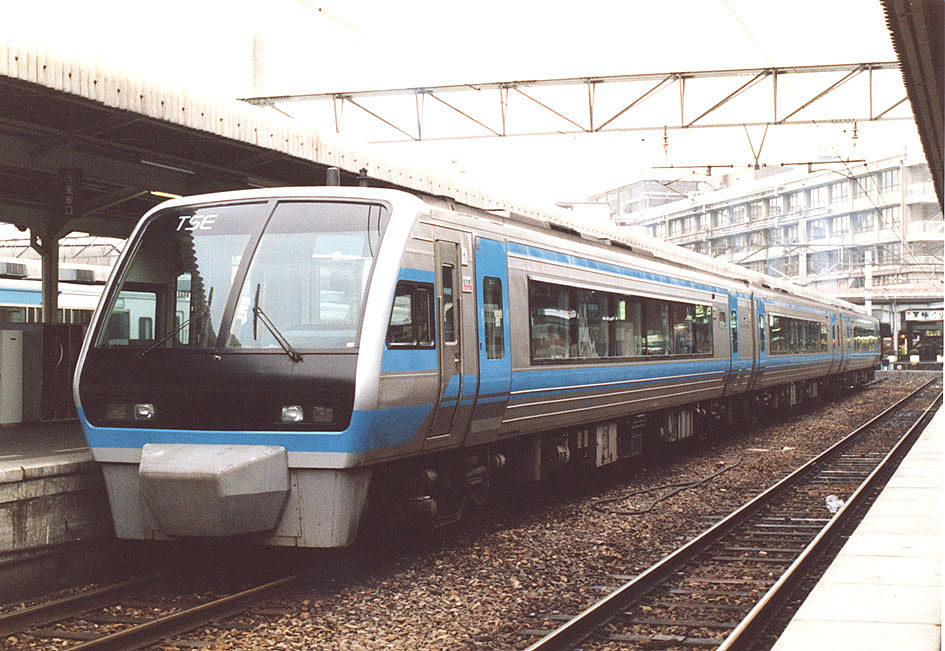
2000계 시작차 TSE '시만토 51호'

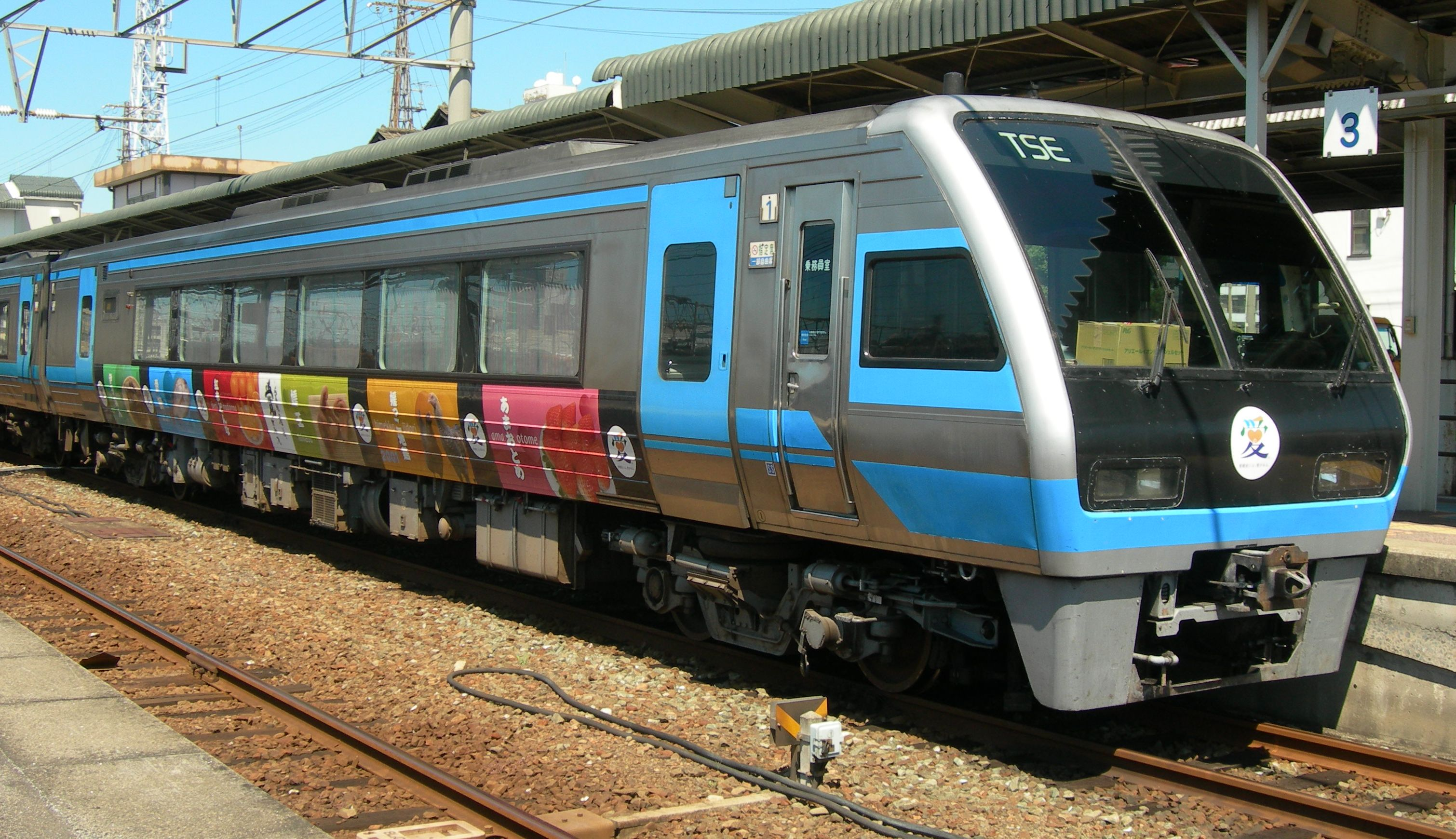
2000형　2001 (2011년 9월 / 마쓰야마 역）
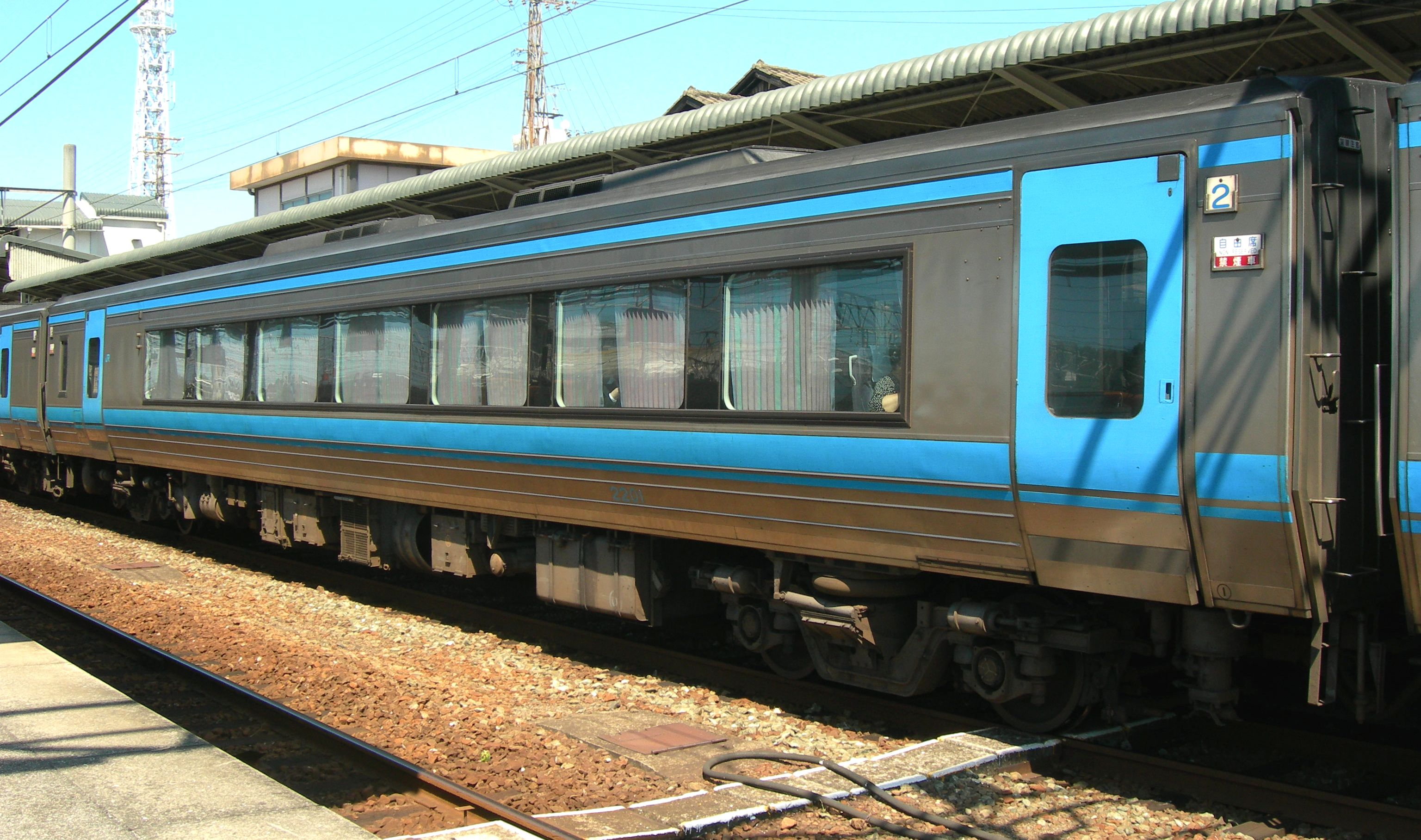
2200형　2201 (2011년 9월 / 마쓰야마 역)
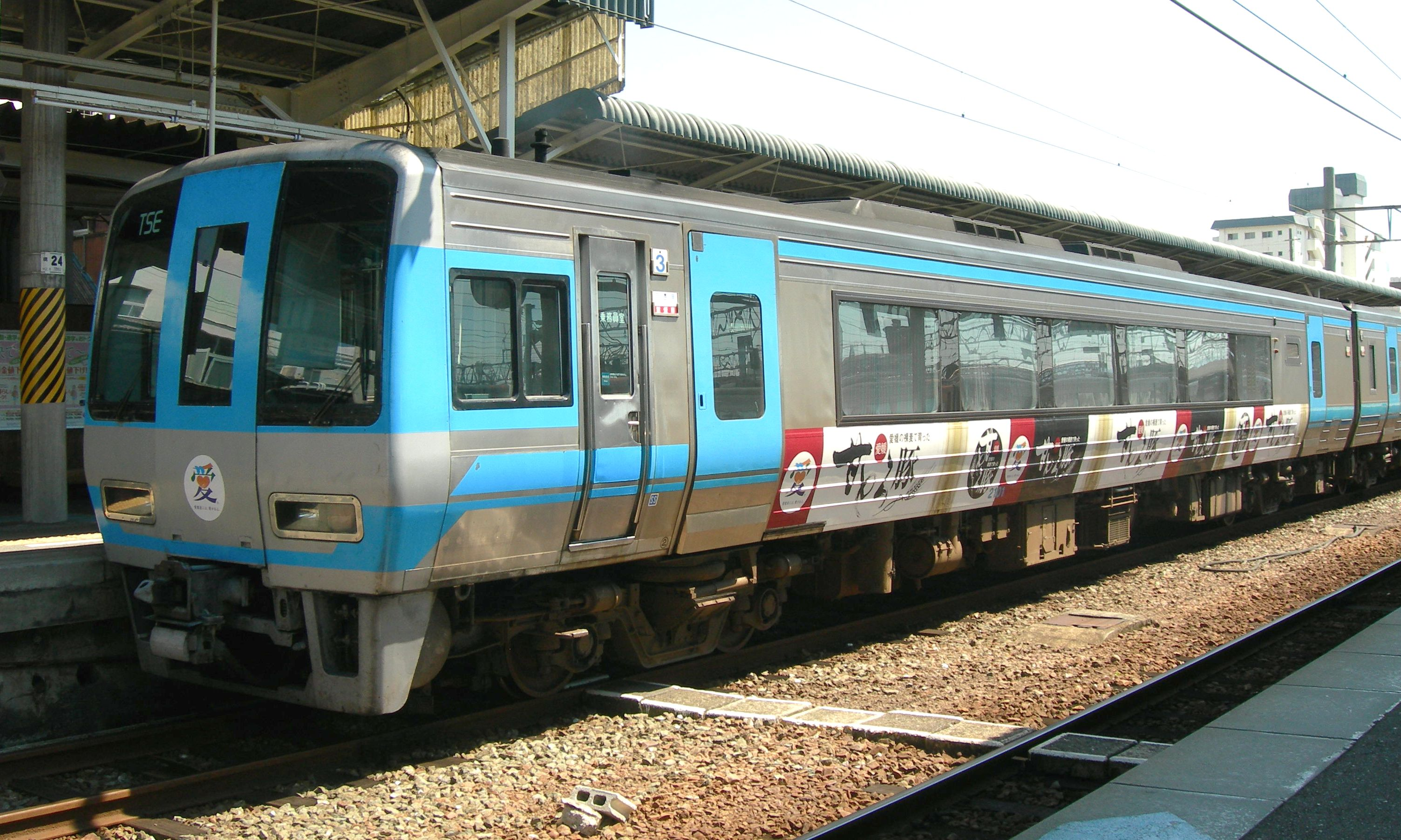
2100형　2101 (2011년 9월 / 마쓰야마 역0

1989년 후지 중공업에서 제작된 시작 편성 3대로 'TSE'의 애칭을 갖고 있다. 최고 운행 속도는 120km/h. 테이프식(1993년에 음성 합성식으로 교체)의 자동 방송 장치나 LED식 차내 안내 표시 장치, 행선 표시기(2201은 제외)를 갖추고 있다.
좌석, 냉방 토출구는 키하185계의 경향을 따르고 있었지만, AV 장치를 탑재하고 전면 전망의 영상을 흘리거나, 또한 연결면의 관통막 내측에 화장판 패널이 설치되거나 좌석은 약간 창가 쪽을 향해 고정시키는 등 단체 전용 열차로도 사용할 수 있는 설비로 양산화 개조시 좌석을 창쪽으로 향한 고정을 할 수 없도록 했으며 AV 장치는 철거되고, 2001,2201은 AV 장치 앞에 2인용 좌석을 1개 증설했으며 2101은 소파를 철거하여 2인용 좌석을 8개 설치했다.
좌석의 전후 간격은 키하185계에서 40 mm 확대한 980 mm로 되어 있다. 2001,2201의 좌석은 증설부도 포함하여 전면 모켓 길이는 동일한 좌석이지만 2101의 좌석은 전 소파 공간을 포함한 4줄이 양산차와 같은 백 셰일 타입(후에 서술)의 좌석으로 알려져있다.
데쓰도토모노카이의 '로렐상', '일본 기계학상'을 수상했다. 이에 따라 한때 2001의 전면 중앙부에 대형, 2101의 운전석 상부에 소형 횡형의 90 LAUREL PRIZE'로 표기된 스티커가 붙여져 있었다.

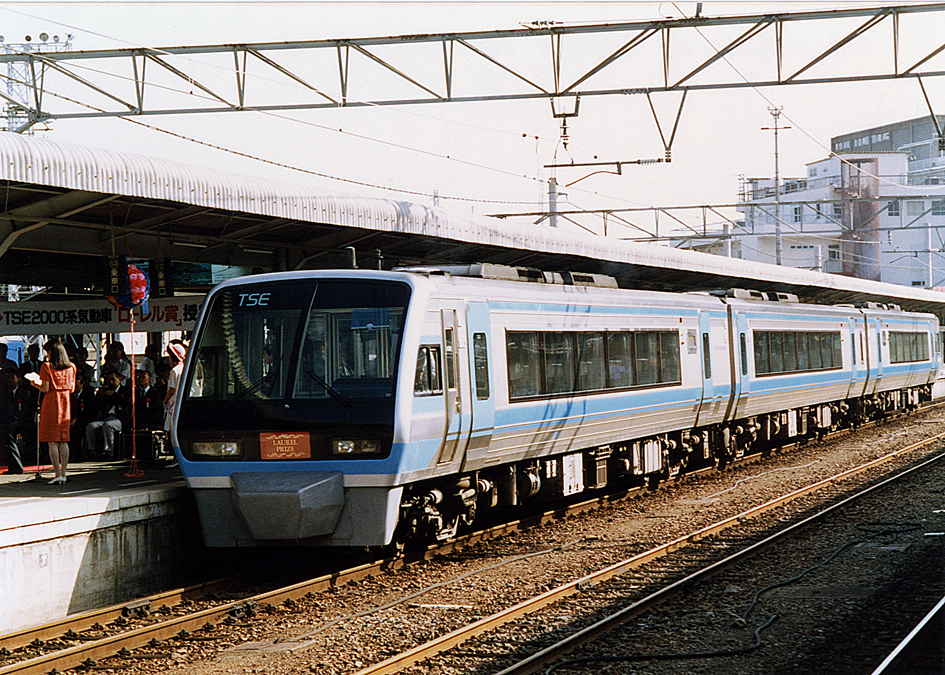
로렐상 스티커 첨부의 2001 (1990년/다카마쓰 역)
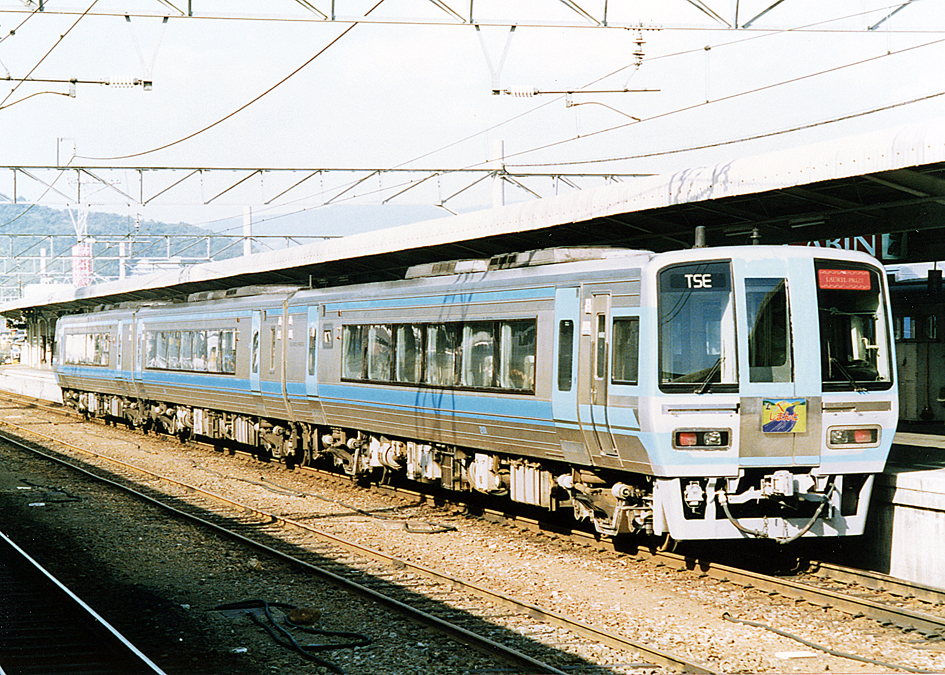
헤드 마크와 로렐상 스티커 첨부의 2101 (1990년/다카마쓰 역)

1989년에 다카마쓰 운전소에 배치되어 특급 '난푸', '시만토' 임시 열차로 운용이 개시되었다. 1990년에는 편성마다 방향을 전환하여 양산화 개조로 마쓰야마 운전소에 전출되었으며, 주로 오카야마-마쓰야마 간 '시오카제' 증결차로 사용되었다.
1993년에는 요산선 특급에 8000계 전동차가 투입되면서 방향 전환되고 다시 다카마쓰 운전소에 배치되었다. 도산 선 특급 '아시즈리'·'시만토' 특정 운용이나 중간차 2201을 제외한 2001과 2101의 2량으로 운용되고, 2101의 바깥 관통문을 대신하는 판자를 제외한 2001+2101+2100형 편성으로 조성한 ' 시만토'에서의 운용 등으로 운용되었다. 2001, 2101의 연결면과 2201의 연결기가 양산차와 같은 밀착 연결기+전기 연결기로 교체된 뒤 2001+2201+2100형 또는 2400형의 3량, 2150형 또는 2450+2101의 2량으로 이요사이조역-다카마쓰-도쿠시마간 '우즈시오'로 운용하는 등 다양한 운용이 이루어지고 있다.
2003년 10월에 마쓰야마 운전소에 다시 전속되어 2200형 1량을 증결한 4량 편성으로 특급 '우와카이' 외에 2005년 3월까지는 아침 다카마쓰발 우와지마 행 1편과 야간의 마쓰야마발 다카마쓰행 1편의 특급 '이시즈치'에서도 운용되고 있었다. 2006년 3월 18일 개정에서는 TSE로 완성된 차량만 3량 편성으로 줄어들었다. 일부 '우와카이'에서도 운용되고 있다.
2000형(2001)
편성의 하행 방면 선두로 조성되는 운전대가 있는 보통차이다. 정원은 48명(등장시는 46명)이다. 틸팅 제어 장치를 장착하여 행선 표시기와 화장실·세면소가 설치되어 있다. 등장시에는 밀착 자동 연결기에 운전대가 있는 측에 큰 커버를 갖췄지만 후에 커버를 철거한 뒤로 밀착 연결기+전기 연결기로 변경되었다. 더욱이 그 후 운전대가 없는 쪽도 밀착 연결기+전기 연결기로 변경되었다.
2200형(2201)
편성의 중간에 조성되는 운전대 없는 보통차이다. 정원 56명(등장시는 54명), 업무용실, 차내 판매 준비실, 차장실, 전화 카드식 공중전화를 갖춘 전화실을 설치했다(공중전화는 2000년에 철거). 등장시에는 밀착식 자동 연결기였으나 나중에 밀착 연결기+전기 연결기로 변경되었다.
2100형(2101)
편성의 상행 방면 선두로 조성되는 운전대가 있는 보통차이다. 정원 48명이다. 2001과 달리 평면적인 전면이다. 행선 표시기와 화장실·세면소가 설치되어 있다.
등장시에는 2분할식 플러그 도어 외측에 관통문이 설치되어 있었다. 후에 판자식 헤드마크가 설치된 시기도 있었지만, 양산화 개조때 플러그 도어 레일을 철거한 외부 관통문을 철거하고 포장이 달렸다. 다카마쓰 운전소에 전속했을 때 덮개는 철거되고 외측 관통문을 대체하는 판자가 붙었다. 이 판자에는 헤드마크 걸이가 없기 때문에 현재까지 헤드마크가 게시되지 않고 있다.
과거에는 운전대가 없는 차량 단부에 선로 방향으로 좌석을 배치한 소파 공간이 마련되어 있었다(이 당시의 정원은 좌석 36명, 소파 7명). 등장시에는 밀착 자동 연결기에서 키하185계와 병결할 수 있는 사양이 되고 있었지만, 실제로 연결되어 영업 운행된 적은 없었다. 나중에 양산화 개조로 운전대가 있는 쪽이 밀착 연결기+전기 연결기로 변경되었다. 더 나아가 그 후 운전대가 없는 측도 밀착 연결기+전기 연결기로 변경되었다.
- 2000형　2001
(2011년 9월 / 마쓰야마 역）
- 2200형　2201
(2011년 9월 / 마쓰야마 역)
- 2100형　2101
(2011년 9월 / 마쓰야마 역0

### 양산차

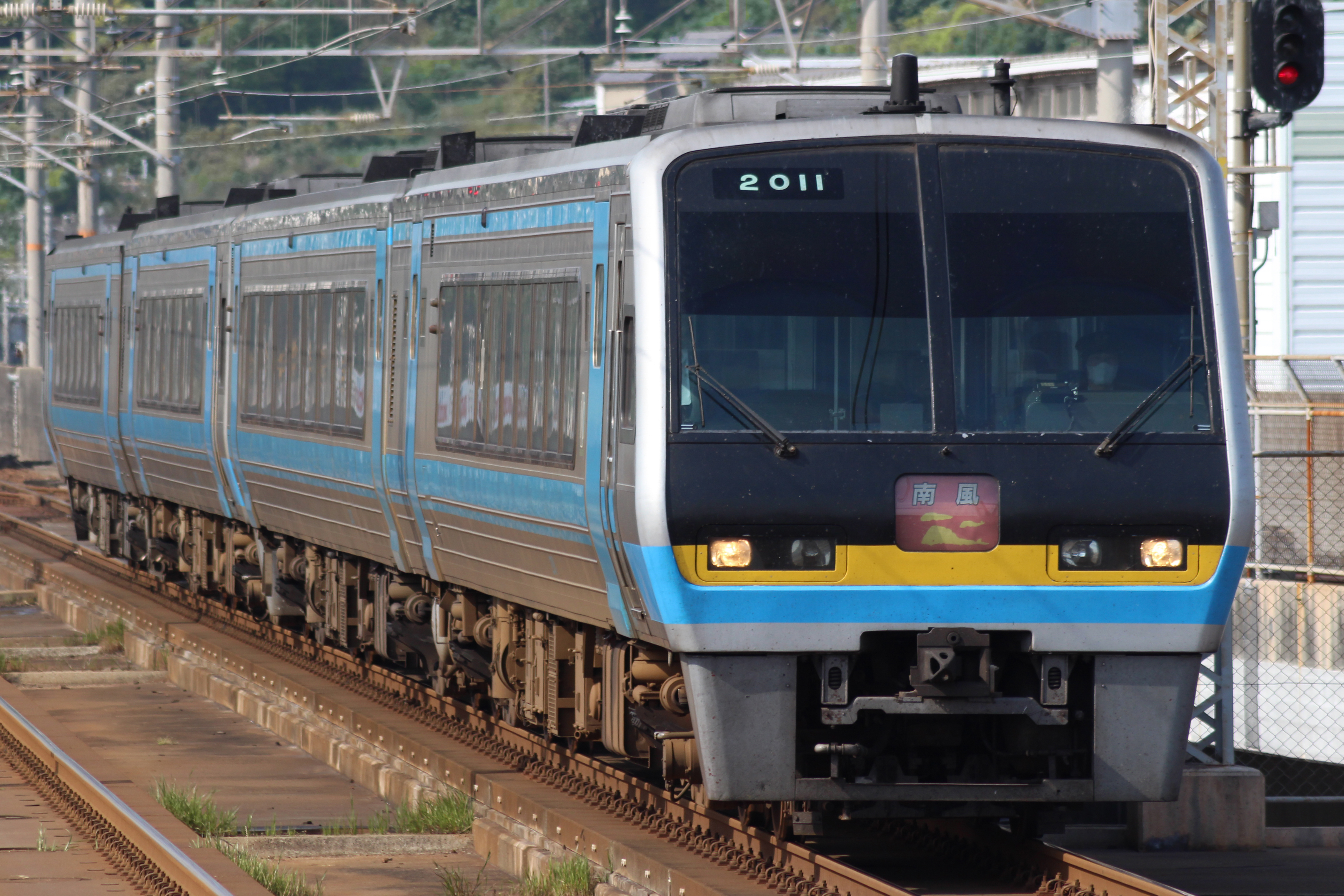
2000계 양산차 '난푸'

시작 차량 'TSE'에서의 성능 시험을 거쳐 1990년부터 후지 중공업에서 양산된 차량이다. 이 형식만 JR시코쿠와 도사쿠로시오 철도의 합작이다. 최고 운전 속도는 'TSE'와 같은 120km/h이다.
선두차에는 막식 열차 애칭 표시기가 설치되고 전면 블랙 페이스화로 인해 낮 시간대 원격 시인성 저하를 고려하여 전조등과 미등 유닛 근처에 경계색(노랑 주황)이 추가되었다. 좌석의 후방을 FRP제 화장판으로 덮은 백 셰일 타입으로 변경했다. 좌석의 전후 간격은 그린차가 키하185계에서 10 mm 확대한 1,170 mm, 보통차가 'TSE'와 같은 980mm이다. 'TSE'에 있던 각 좌석의 선반이나 하부의 냉풍 토출구가 폐지되었다. 또한 LED식의 호차 번호 표시기가 설치되어 차내의 칸막이 문 기구는 'TSE'의 공기식에서 전기식으로, 연결기는 'TSE'의 밀착 자동 연결기에서 밀착 연결기+전기 연결기로 변경되었다. 덧붙여 자동 방송 장치는 처음 음성 합성형의 테이프 음원이 도입되었으나 2004년에 IC 메모리 음원으로 변경되었다.
도사쿠로시오 철도 소유의 4량(2030,2130,2230,2231)은 차체 중앙에 도사쿠로시오 철도의 로고 마크(TKT)가, 2030과 2130은 차량 측면에 고치현의 로고 마크(국민 휴가지 현 고치)가 있는 것 외에는 동일 사양으로 제조되어 고치 운전소에 배치되었다. 차량 번호는 1위를 3으로 구분한다. 1990년 11월의 운용 개시 때는 4량이 같은 운용에 들어가 있었으며, 후에 1량 단위로 운용되게 되었는데, '앙팡맨 열차'가 된 현재 4량 고정 편성으로 운용되고 있다(후에 서술).
당초의 의도대로 기존 키하181계와 키하185계로 운행되던 오카야마 발착 '시오카제', '난푸'의 대부분을 교체하는. 운행 개시 당초 우타즈역-다카마쓰 역간에는 들어가지 않았다. 덧붙여 1991년에는 서일본 여객철도(JR서일본) 히로시마 지사에 대여하고 게이비 선에서 시험 주행을 하고 있다.
당초에는 세토 대교의 소음 대책 때문에 키하181계, 키하185계와 마찬가지로 신도산 터널-북비산 세토 대교 중앙 부근에서 65km/h 운행을 하는 조치가 취해졌지만 곡선 통과 속도나 최고 운행 속도의 향상으로 소요 시간이 최대 약 40분 단축되었다. 또한 1993년('우즈시오'만 1998년)부터는 8000계 전동차와 같은 95km/h로 감속 구간을 통과하고 있다.
또한 전술한 내용에 따라 일부 열차가 고지마역을 통과했던 관계로 JR서일본과 JR시코쿠의 승무원 교체는 다도쓰역으로 되어 승무원 교대 없이 JR시코쿠의 승무원이 오카야마 역까지 승무하고 있었다. 2014년 현재 모든 특급 열차가 고지마 역에 정차하여 JR서일본과 JR시코쿠의 승무원 교대를 하고 있다.
2007년경에는 대부분 차량의 승객용 출입문이 창 면적이 작은 것으로 교체되어 2008년부터는 그 해 3월 15일 완전 금연화에 앞서 이미 흡연차로 운용되지 않은 차량에서는 팔걸이의 재떨이 철거도 실시되고 있다.
2000형(2002-2011, 2030)
편성의 하행선 방향에 조성되며 운전대가 있는 비관통형 선두차이다. 'TSE'의 전석 보통차에서 그린차·보통차 복합 차량으로 변경되고 있다. 정원은 그린 18명(3열×6)·보통석 16명(4열×4)이다. 진자 제어 장치를 탑재하여 행선 표시기와 화장실·세면소가 설치되어 있다. 그린실의 선반에는 당초 뚜껑이 설치되어 있었지만 뚜껑의 낙하 사고로 전차량 일반적인 선반으로 개수되었다. 차내 판매 준비실 및 카드식 공중전화가 보통석 측 데크에 설치되었다가 후에 모두 철거되고 차내 판매 준비실 자리에는 음료의 자동 판매기가 설치되었다.
2100형(2102-2123, 2130)
편성의 상행 방면에 조성되며 운전대가 있는 관통형 선두차이다. 보통차로 정원은 52명이다. 행선 표시기와 화장실·세면소가 설치되어 있다. 2101부터 전면 디자인이 변경되어 관통문도 일반적인 외측 플러그식으로 되었다. 기기 배치의 재검토로 2101보다 정원이 증가했다. 일부 차량에서는 화장실을 철거하고 흡연실을 설치하는 개조가 실시되고 있다.
2150형(2151-2157)
편성의 하행 방면에 조성되며 운전대가 있는 관통형 선두차이다. 보통차로 정원은 52명이다. 내장·외장 함께 2100형과 거의 동일하지만 그린차 비연결 운용에 대응하고 있으며, 진자 제어 장치를 탑재하고 있다. 행선 표시기와 화장실·세면소를 설치했다.
2200형(2202-2219, 2230, 2231)
편성의 중간에 조성되며 운전대가 없는 보통차이다. 정원은 68명이다. 2201에 있던 업무용실, 차내 판매 준비실, 차장실, 전화실이 폐지되고 약간 정원이 증가했다.

#### 사진

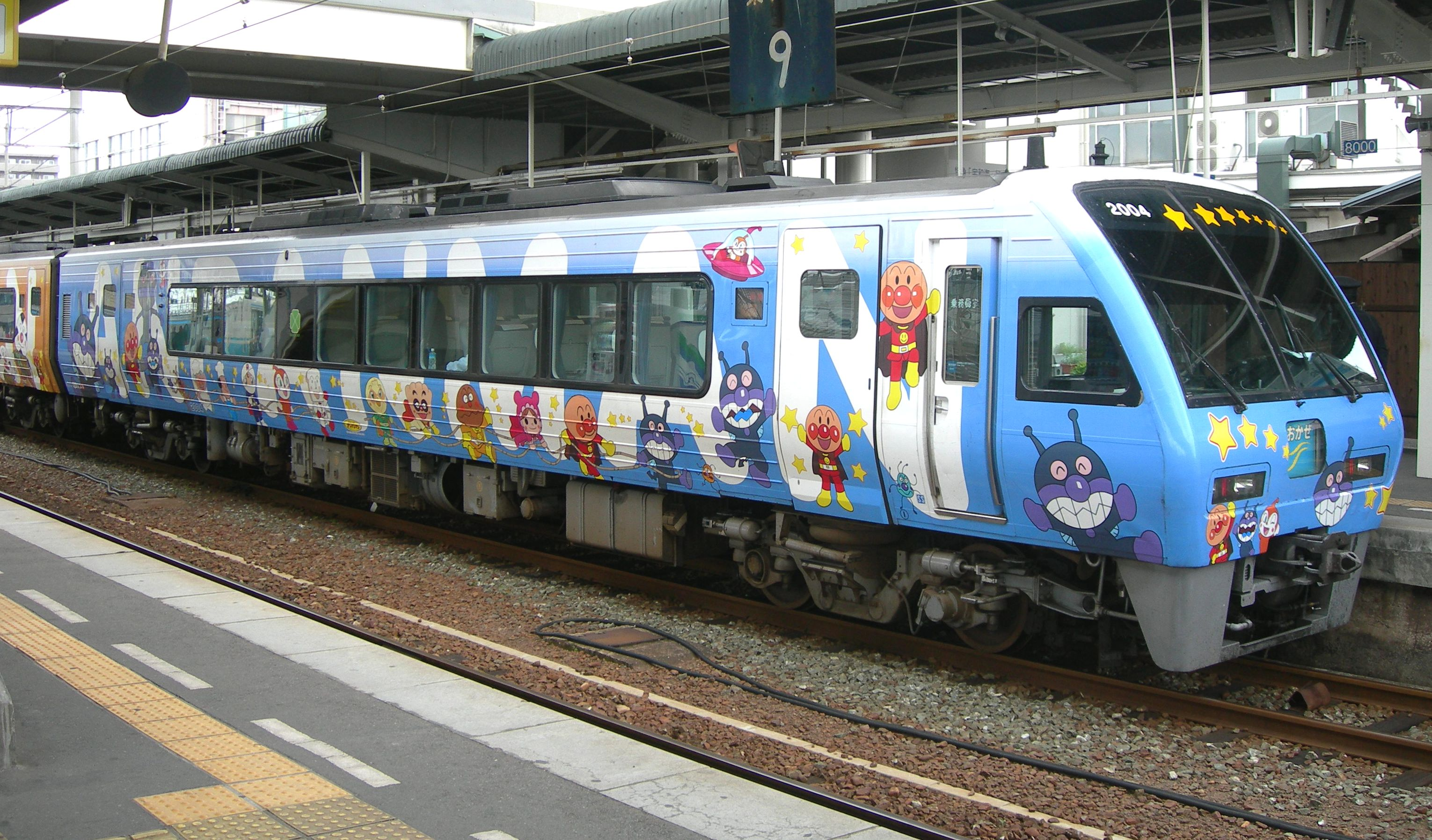
2000형 2004 그린·보통 복합차량
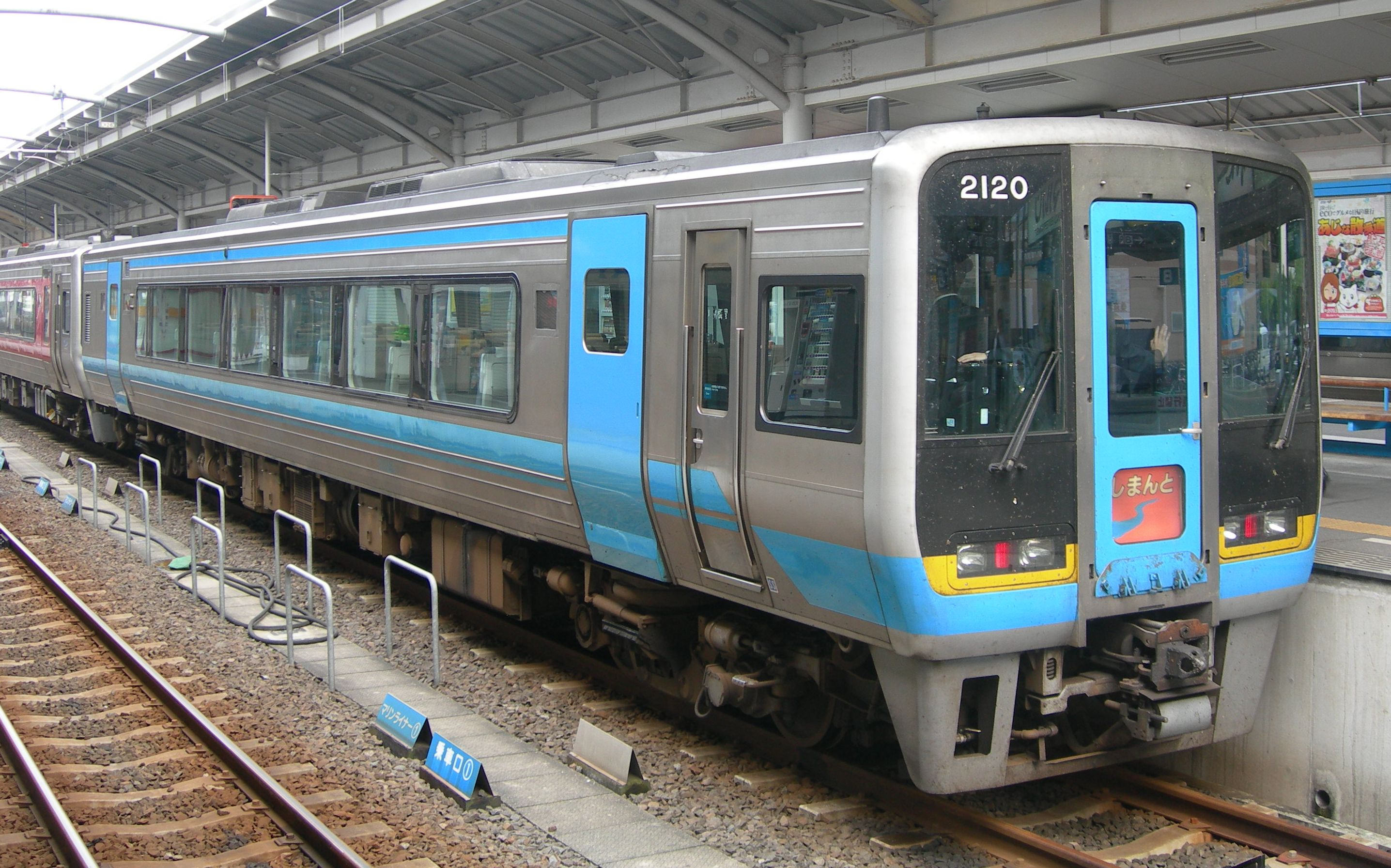
2100형 2120
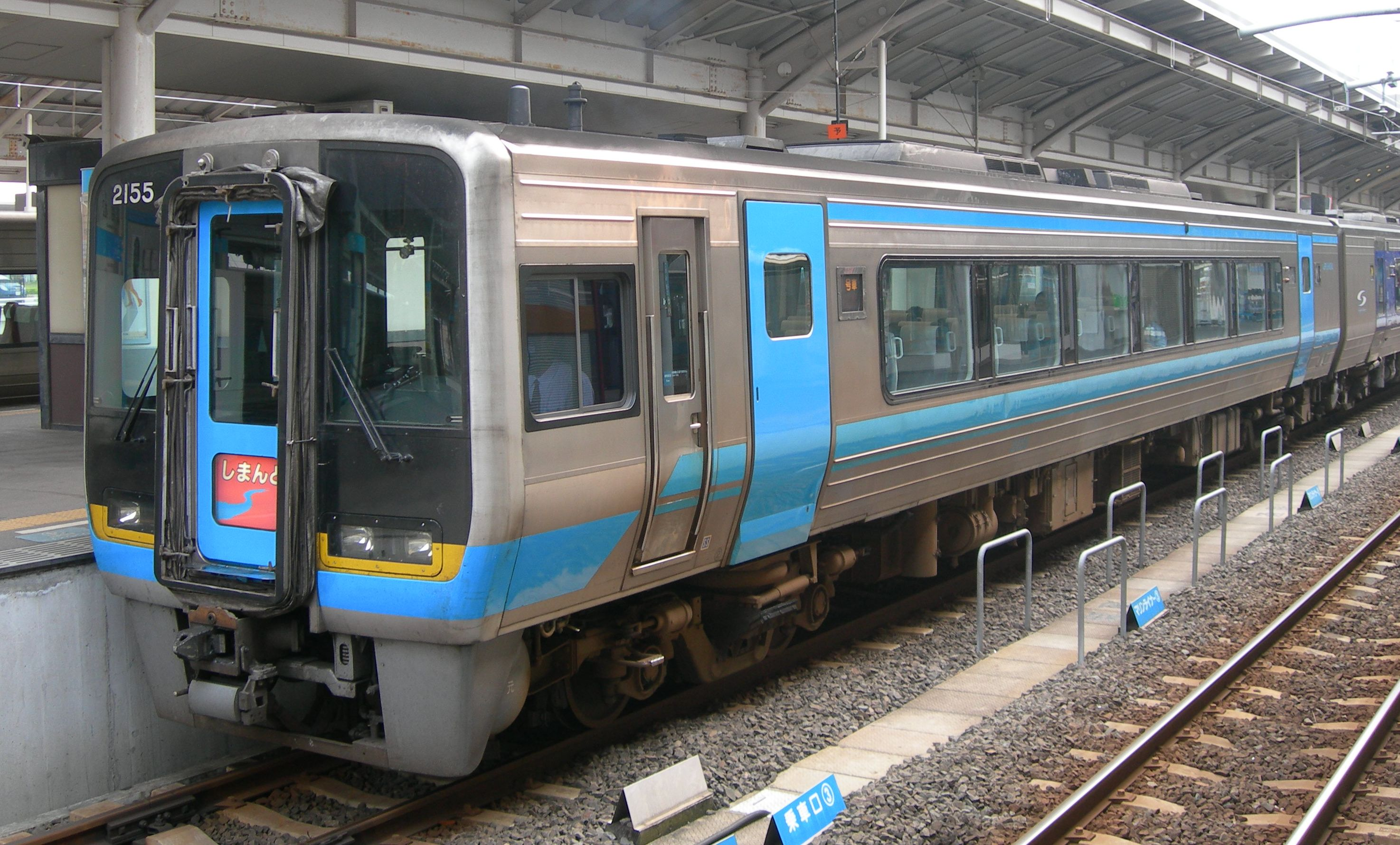
2150형 2155
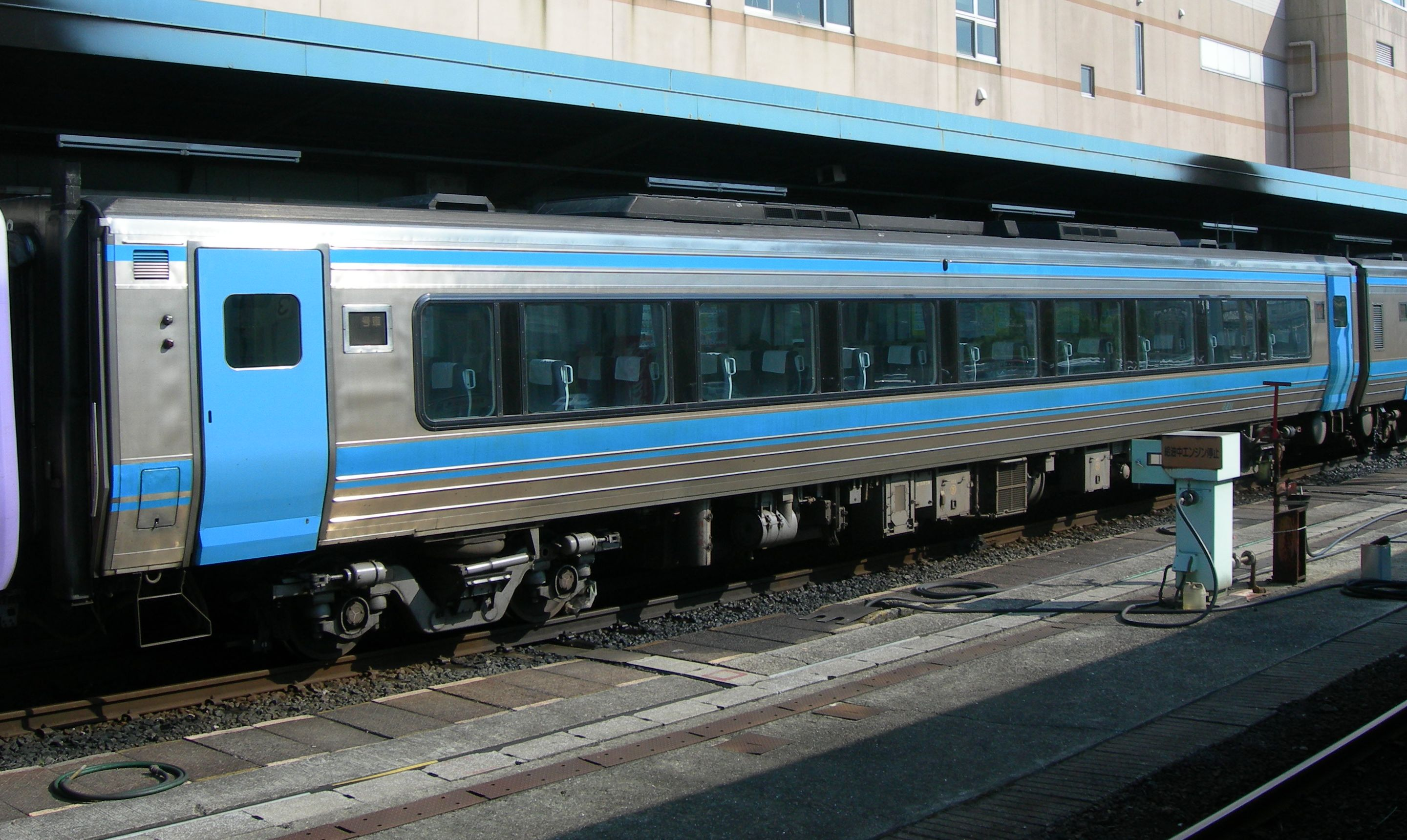
2200형 2211
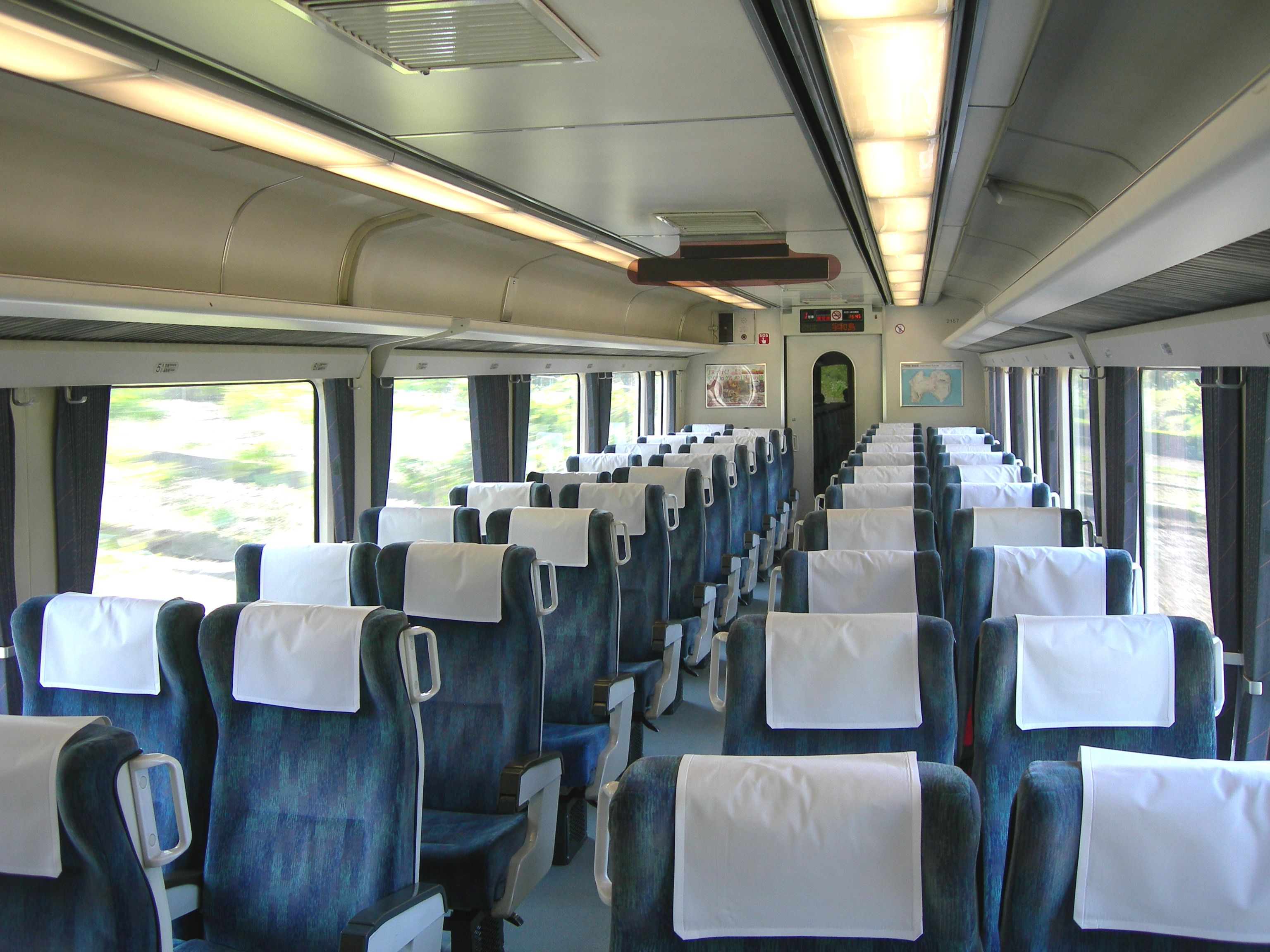
보통차 실내
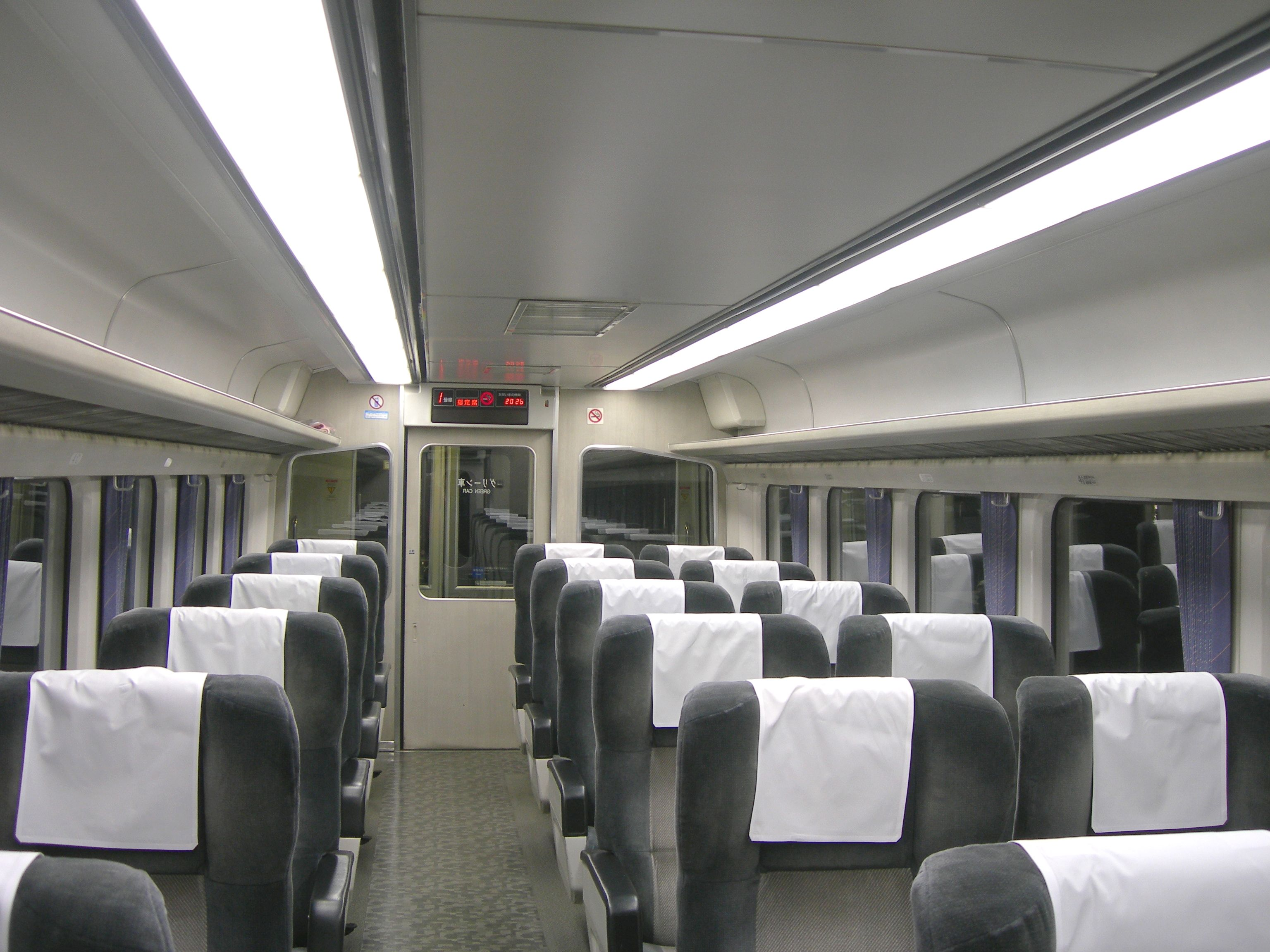
그린차 실내
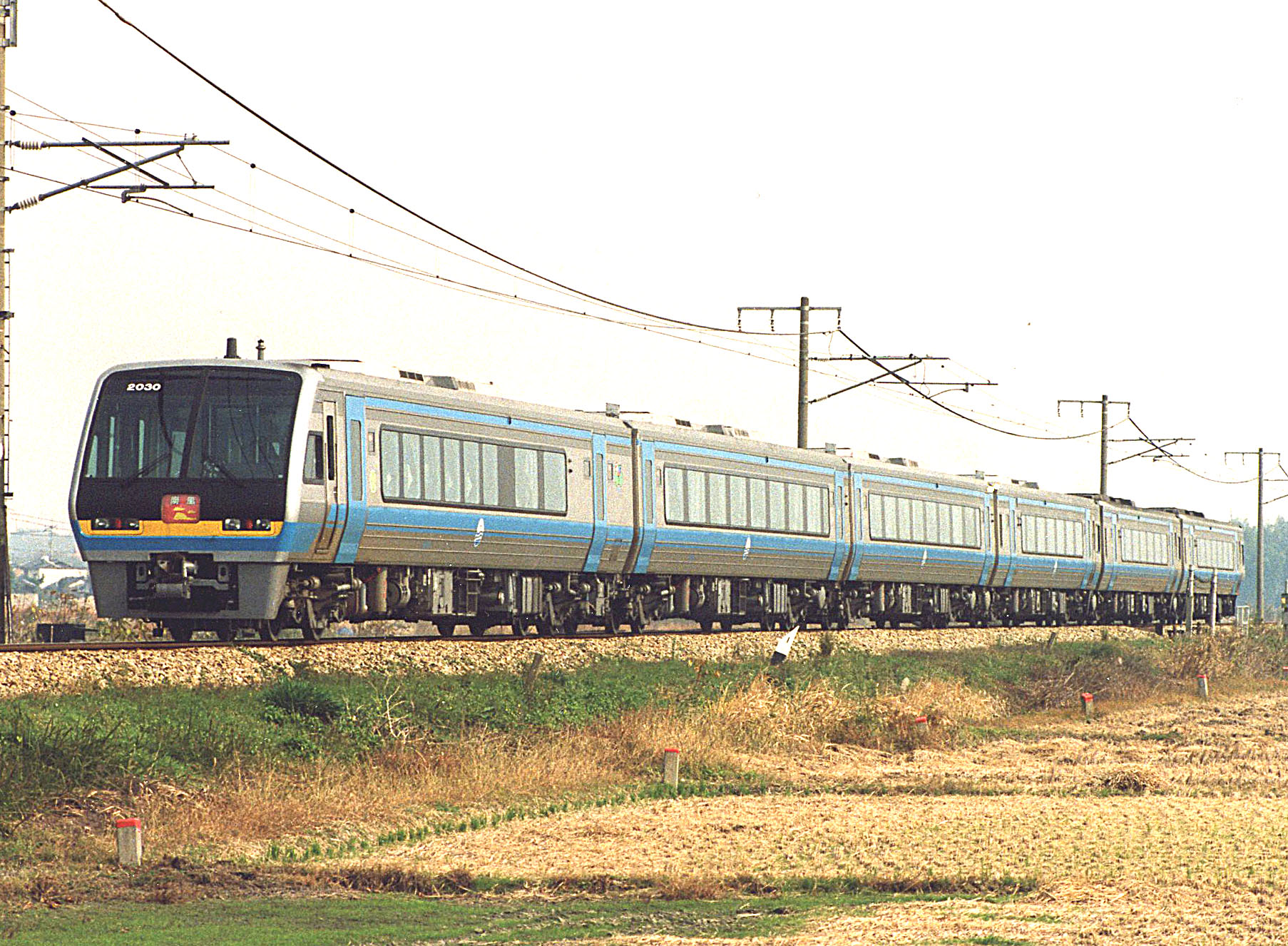
도사쿠로시오 철도 소속(전 4량)
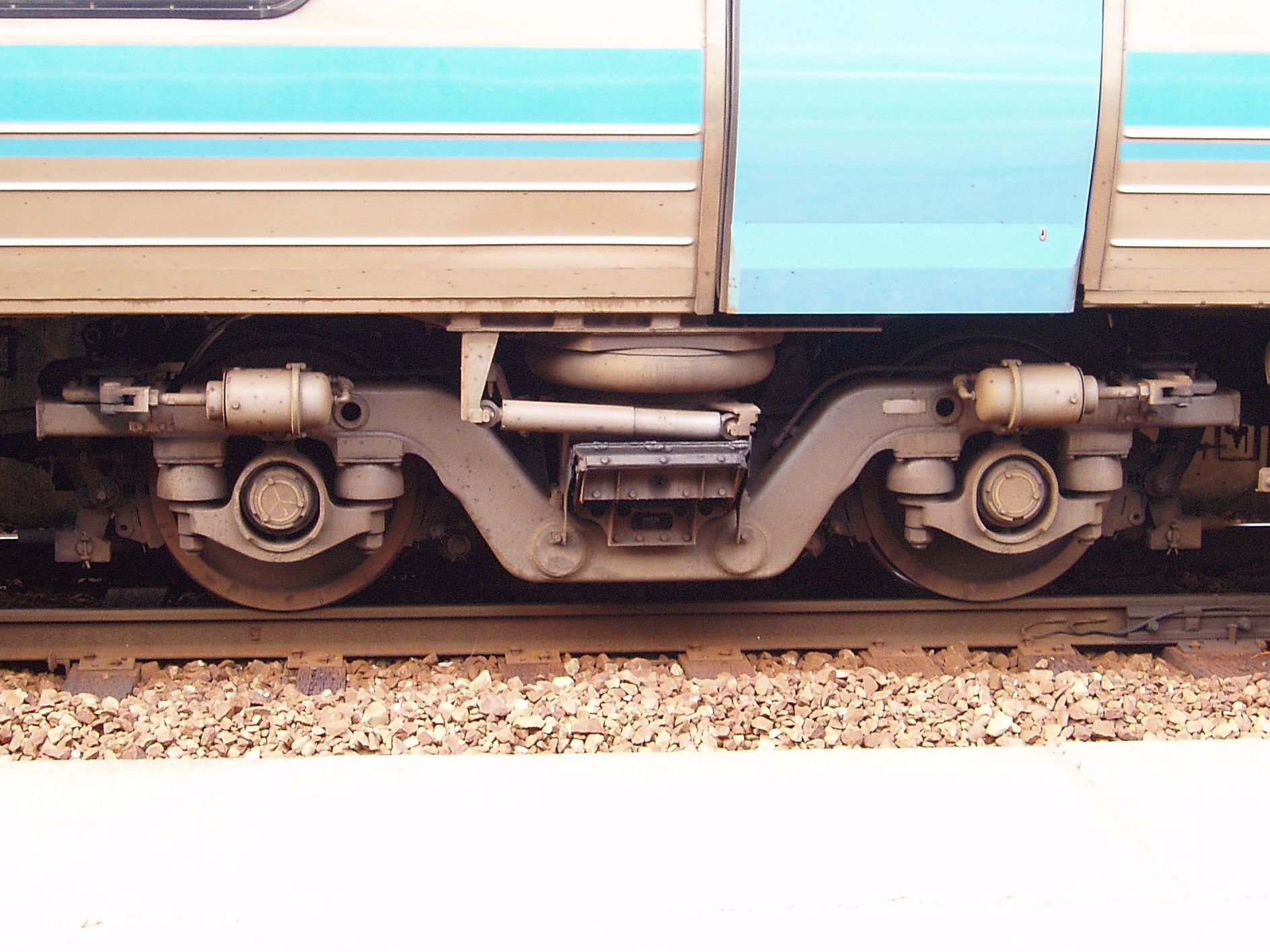
대차 S-DT56형

### N2000계
N2000계의 통칭인 이 그룹은 최고 속도 130km/h 운행을 목적으로 고토쿠 선 전용으로 제조한 개량형이다. 소속 16량 중 12량이 편성 고정 상태에서 운용되고 나머지 4량은 요산 선·도산 선에서도 운용된다. 차량 전체가 후지 중공업에서 제조되었다.
개량은 지즈 급행 HOT7000계의 기술을 피드백했으며 탑재 엔진의 출력은 330 마력에서 350 마력(고마쓰 SA6D125H-1A)으로 증강되었다. 제동 장치도 양산 차의 답면제동에서 디스크제동으로 개량되어 활주 방지 장치가 탑재되었다. 또한 환경 문제를 고려하여 냉방 장치의 냉매로는 대체 프레온이 사용되고 있다.
1995년에 선행차 2량(2424, 2458), 1997년에 2500형이 양산차로 완성되었으며 그 해 연말 연시 성수기 수송으로 영업 운행을 시작했다. 1998년부터 양산차 선두차가 등장하면서 최종적으로 양산차는 3형식을 맞대고 14량이 제조되었다.
선행차는 기존 2100형과 외관이나 좌석이 거의 같지만, 관통문, 승객용 출입문 도장이 빨간 색으로 되어 있으며, 황색의 전면 경계색 띠가 굵은 것으로 구분되고 있었다. 2424는 휠체어 대응의 좌석과 양변기가 설치되었다. 양산차는 전면도 리모델링했으며, 관통형 고운전대 구조의 세련된 디자인으로 차체 외장도 남색과 빨간색의 투톤 컬러로 되었다. 이에 따라 선행차 2량의 외장도 양산차에 준한 것으로 변경되었다.
양산차의 좌석은 8000계 전동차와 마찬가지로 전면 모켓창으로 되어 있다. 승객용 출입문 잠금 방식이 2000계 양산차, N2000계 선행차와 달리 5 km/h를 넘으면 '파슷'의 동작 소리와 동시에 잠기며, 좌석의 전후 간격은 TSE, 양산차, N2000 선행차와 같은 980mm로 되어 있다. 그린·보통 합조차는 아닌 2400형·2450형·2500형의 각 형식이 있어 차량 번호는 기존 차량 순서+300으로 되어 있다. 2425-2429에서는 소변실도 설치되어 있다.
2400형(2424, 2425-2429)
상행 방향 선두차로 좌석은 보통차이다. 정원 47명. 행선 표시기를 탑재하여 양변기, 소변기(2424는 설치 없음), 세면소, 휠체어 대응 좌석이 설치되어 있다. 전면 조수석 측 창 밑에는 'SHIKOKU'의 문자가, 승무원실 밑 측면에 'N2000'의 문자가 표기되고 있다. 세면소를 철거하고 흡연실을 설치하는 개조가 실시되고 있다.
2450형(2458, 2459-2463)
하행 방향 선두차로 좌석은 보통차이다. 정원 52명. 행선 표시기와 틸팅 제어 장치를 탑재하고 화장실과 세면소를 설치했다. 양산차만 화장실 측 데크에 카드식 공중 전화가 설치되었다가 후에 철거되었다.
2500형(2520-2523)
편성의 중간에 조성되고 운전대 없는 보통차. 정원 68명.

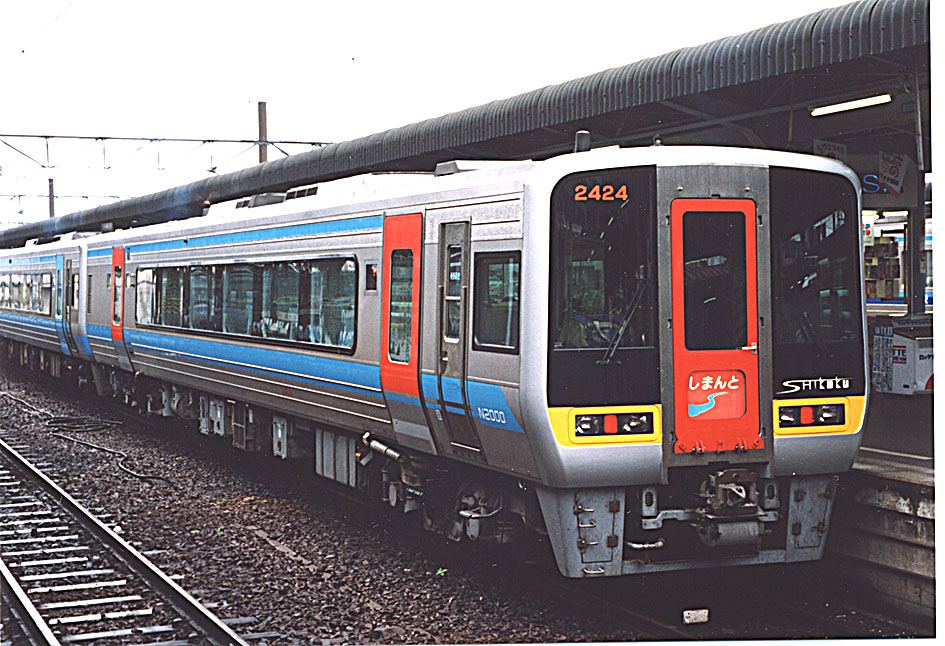
선행차 2424(등장시의 배색)
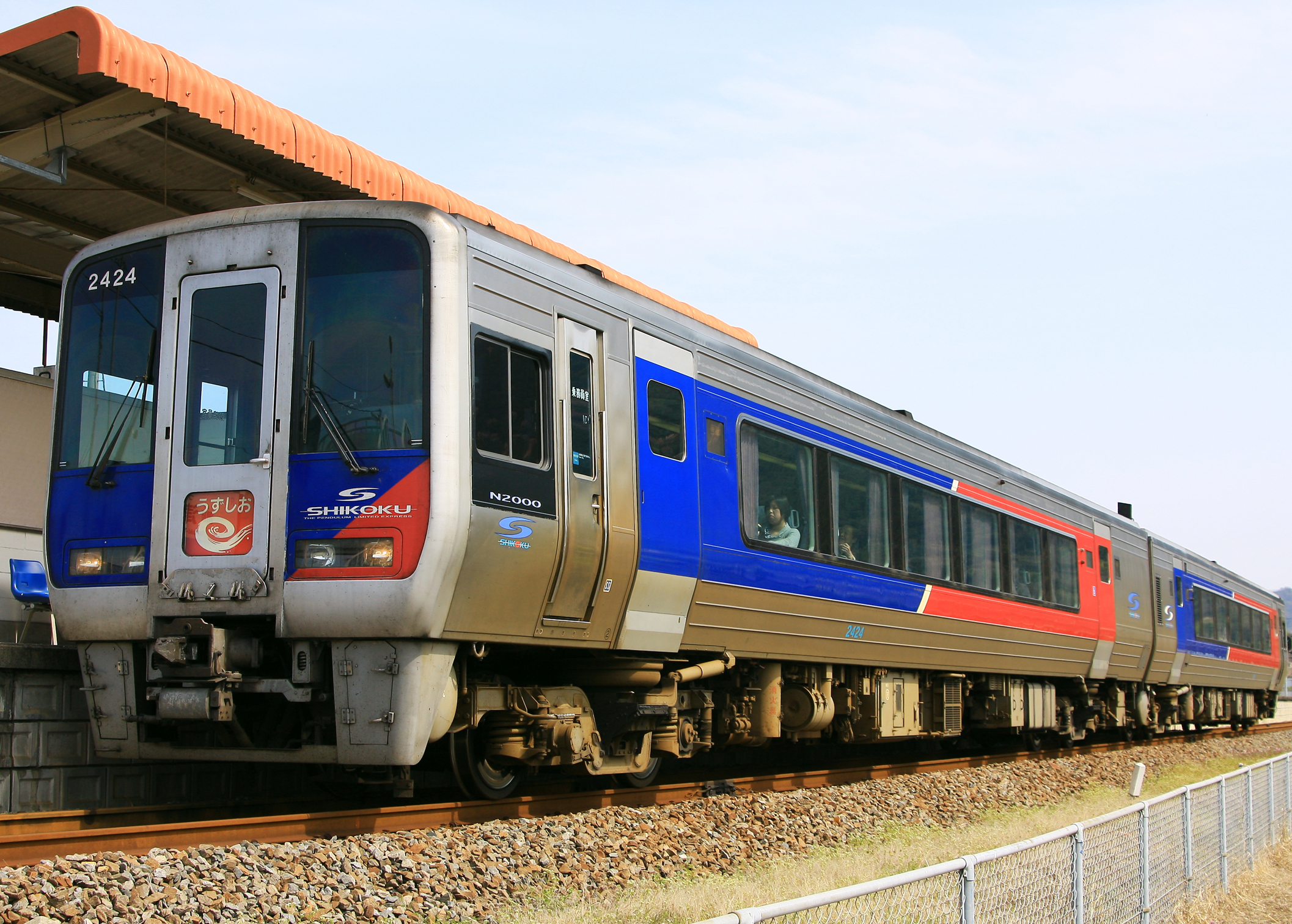
선행차 2424(2013년 기준)
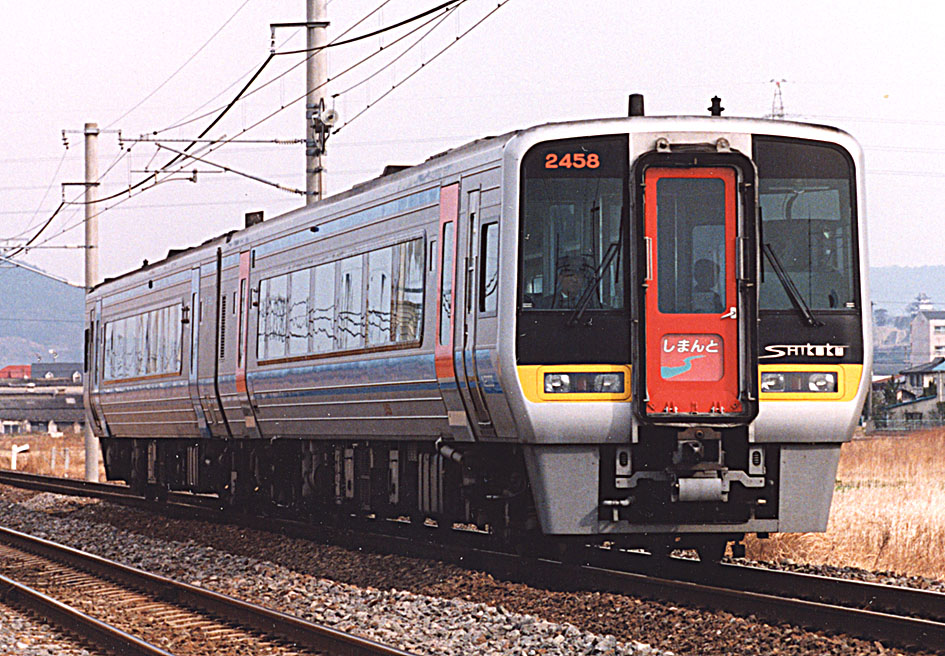
선행차 2458(등장시의 배색)
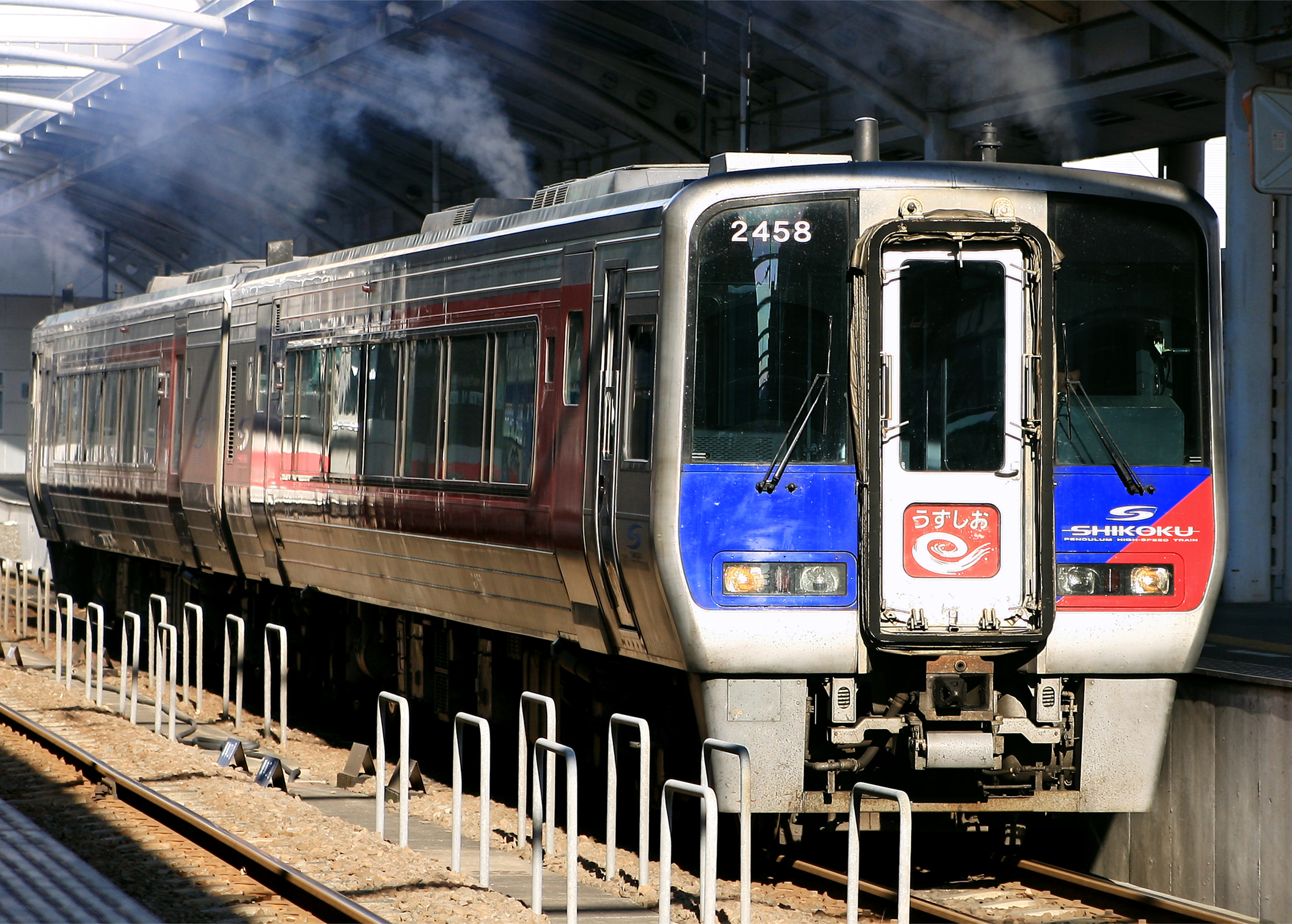
선행차 2458(2013년 기준)
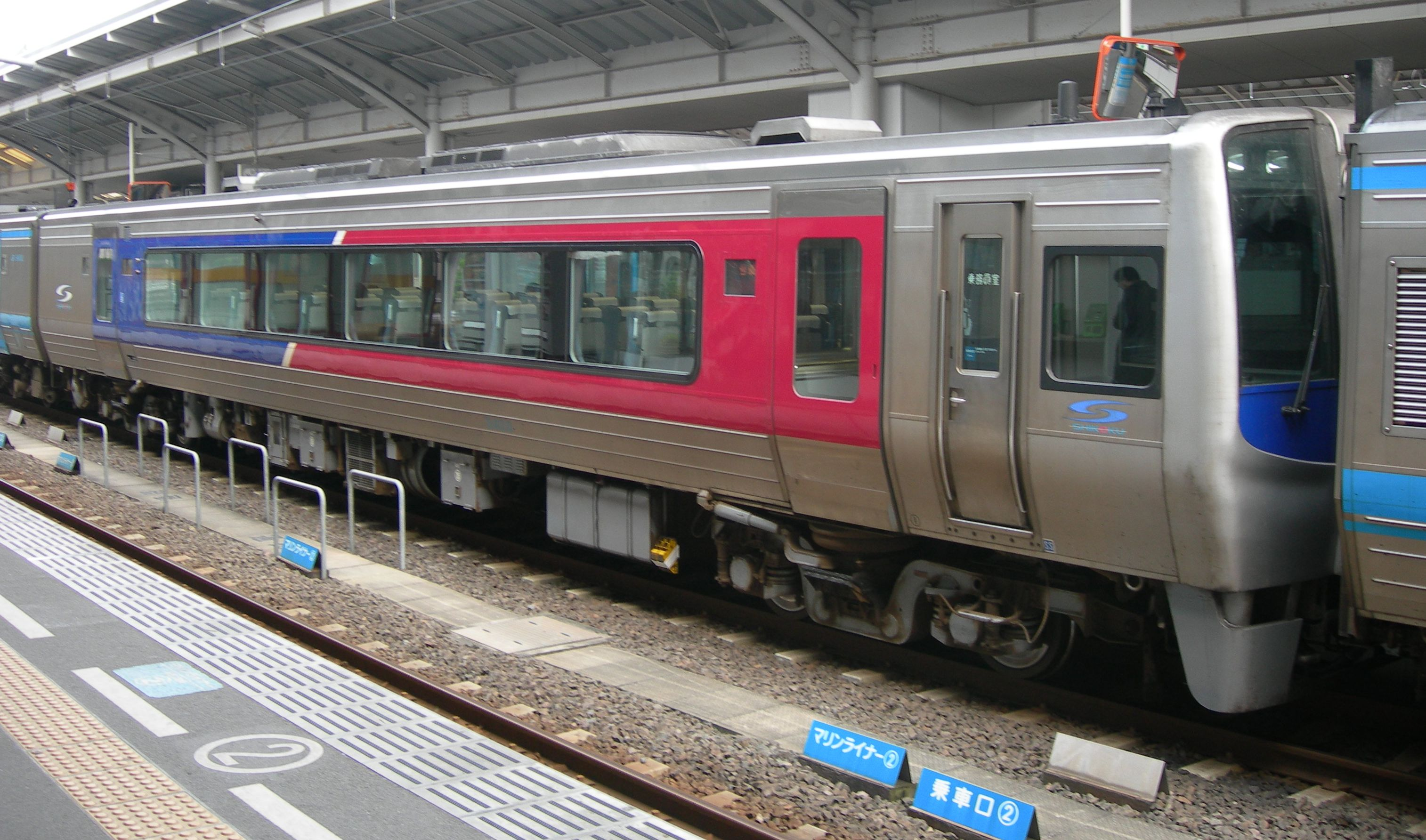
양산차 2428
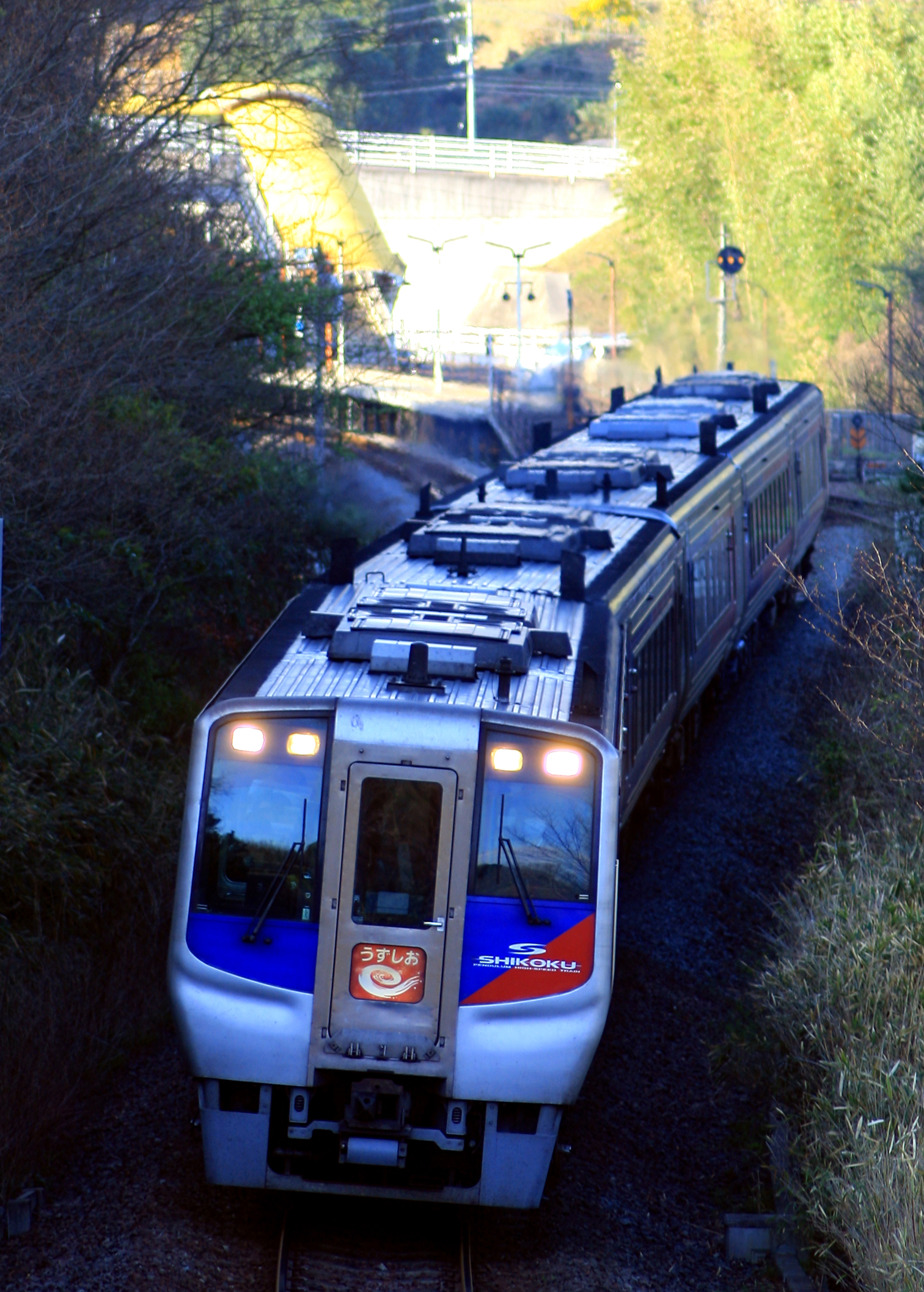
양산차

## 현황

### 운용
2014년 3월 15일 현재 아래의 열차에서 운용된다. N2000계의 일부는 양산차와의 공통 운용으로 양산차의 운용에 들어갈 수 있다.
- TSE
  - 6월 15일 라스트런과 함께 퇴역했다

- 양산차
  - 특급 '시오카제'
2왕복(하행: 9.21호/상행: 10.22호)로 운용.
  - 특급 '미드나잇 EXP 다카마쓰'·'모닝 EXP 다카마쓰'
전 열차에서 운용
  - 특급 '우와카이'
하행 12편/상향 11편에서 운용. TSE의 대체 운용도 있다.
  - 특급 '난푸'
전 열차에서 운용.
  - 특급 '시만토'
전 열차에서 운용.
  - 특급 '아시즈리'
전 열차에서 운용.

- N2000계
  - 특급 '우즈시오'
2왕복(하행: 7.29호/상행: 8.32호)을 제외한 전 열차에서 운용.
  - 특급 '나이트 EXP 다카마쓰'·'모닝 EXP 다카마쓰'
'나이트 EXP 다카마쓰'의 휴일 전날과 '모닝 EXP 다카마쓰'의 휴일은 운용되지 않는다.

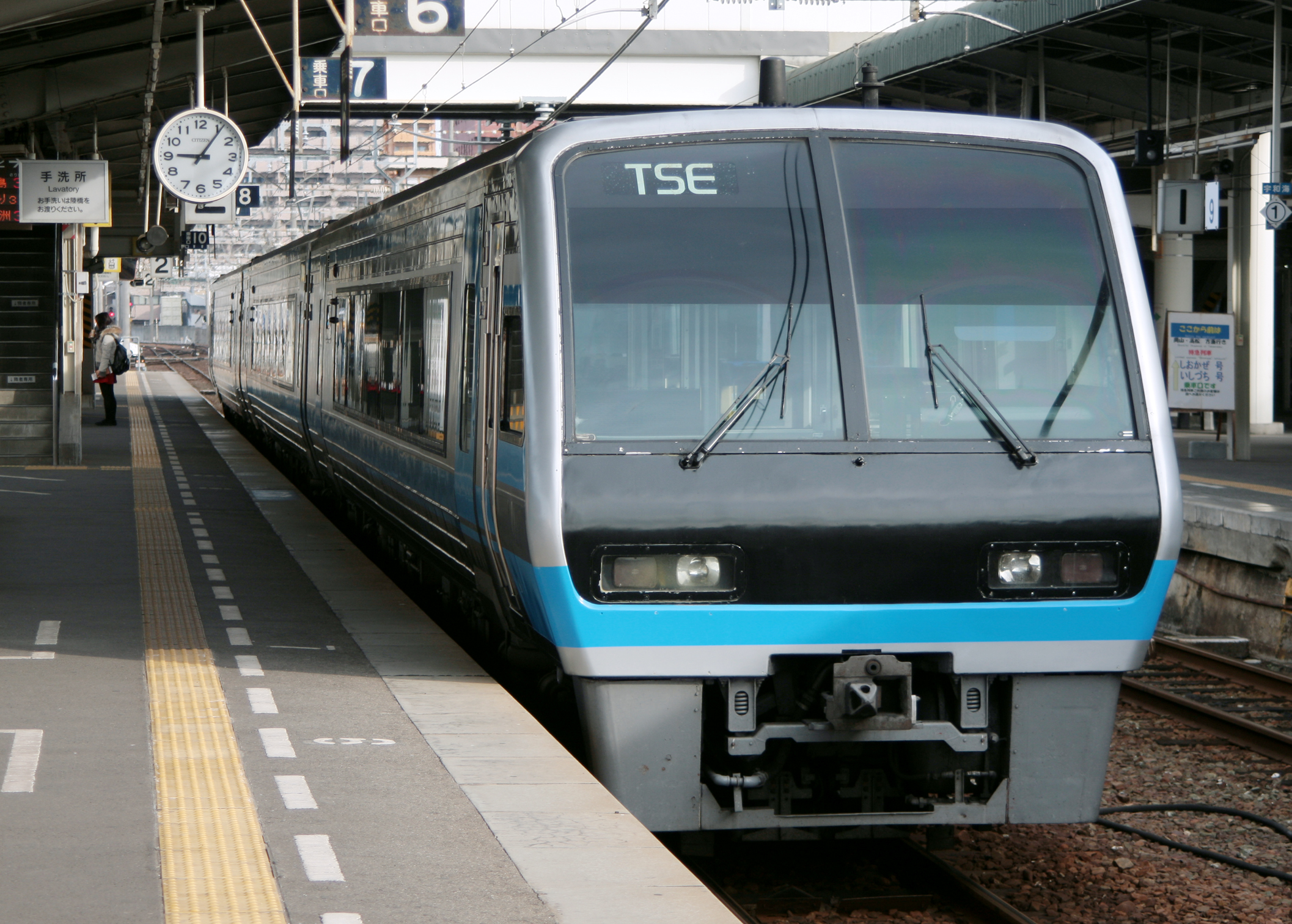
'우와카이' 4호(TSE)
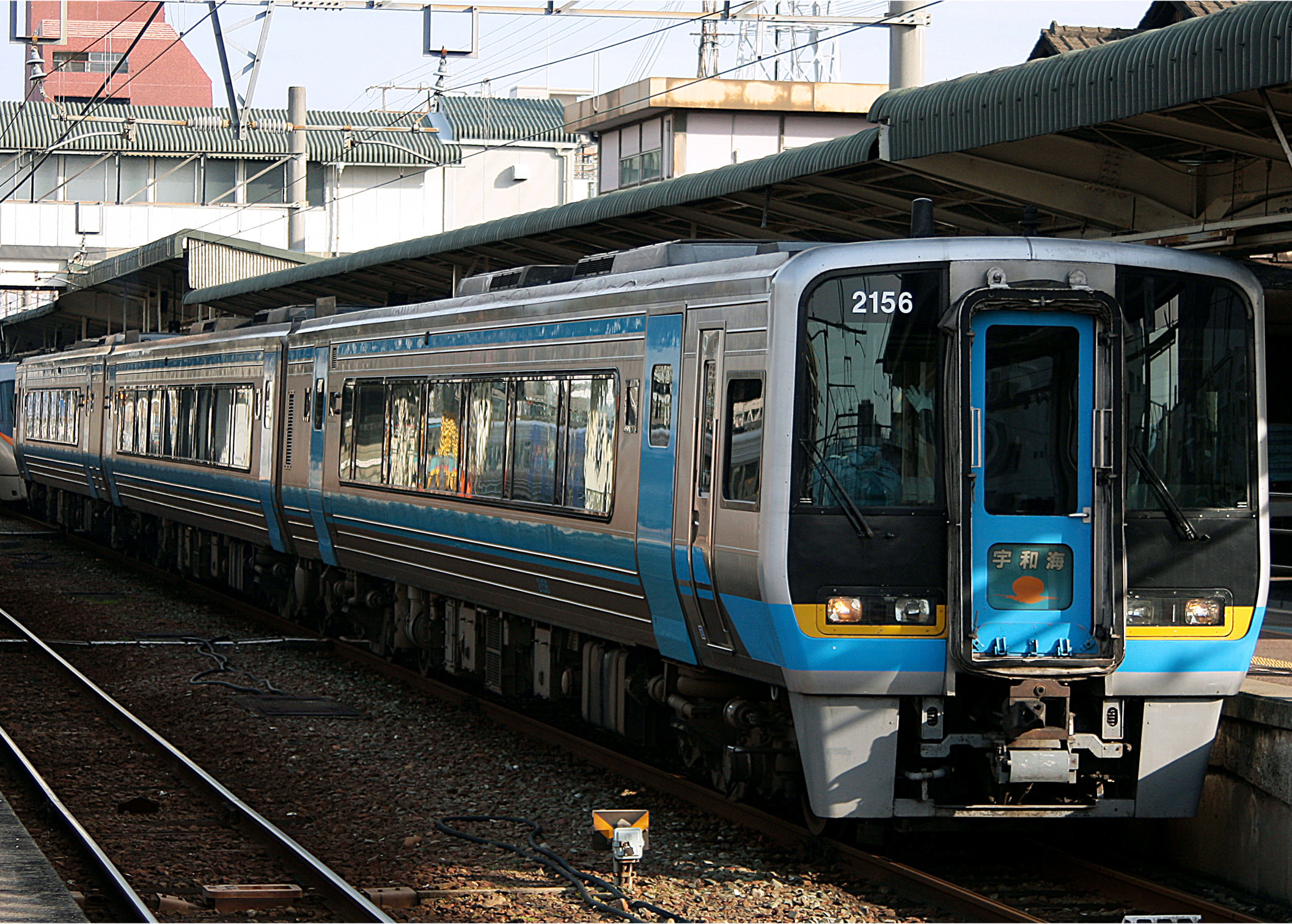
'우와카이' 7호
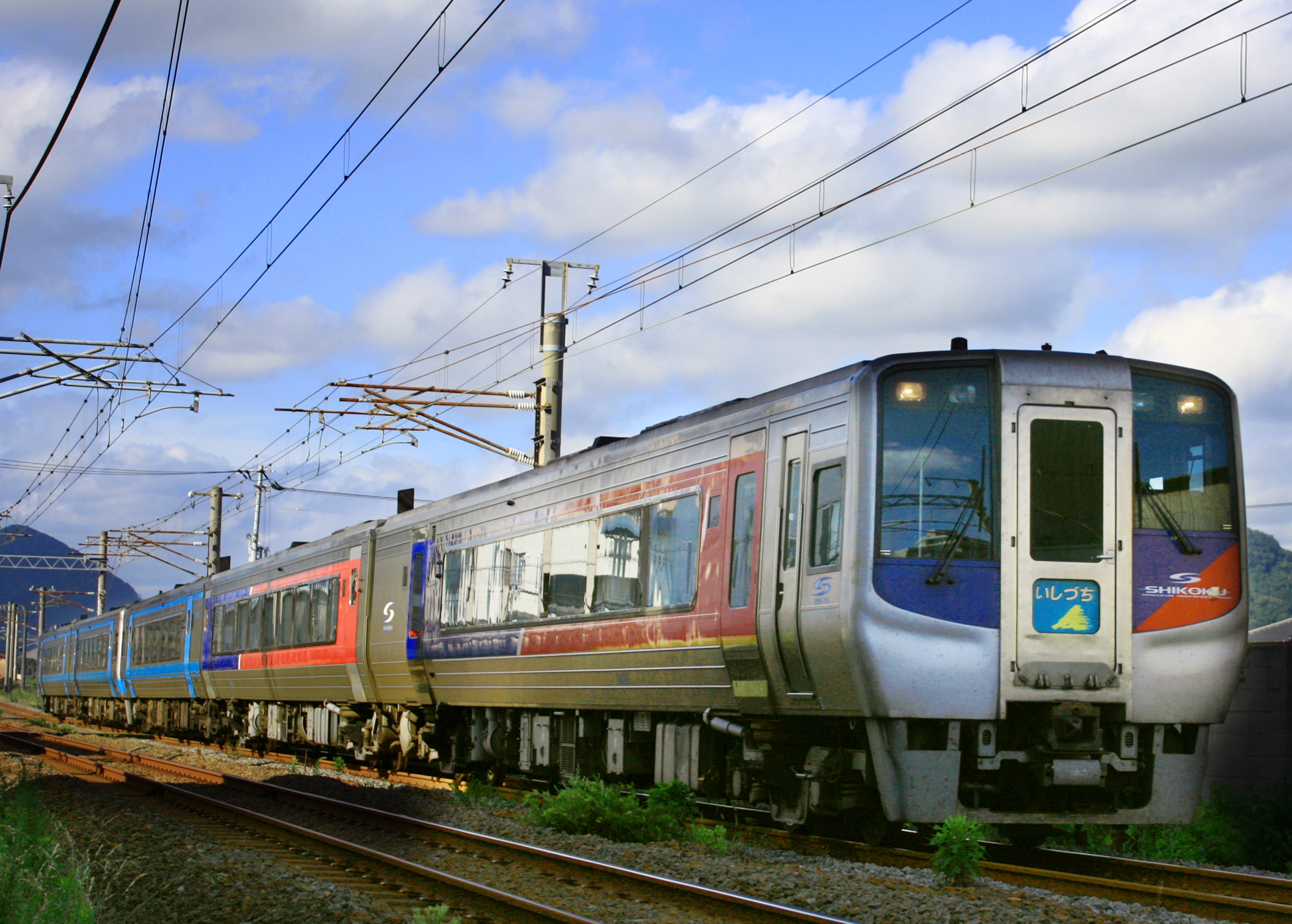
'이시츠지' 4호
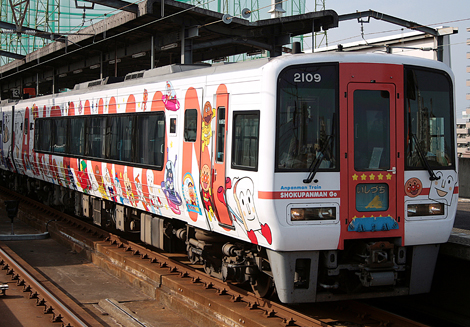
'이시츠지 10호
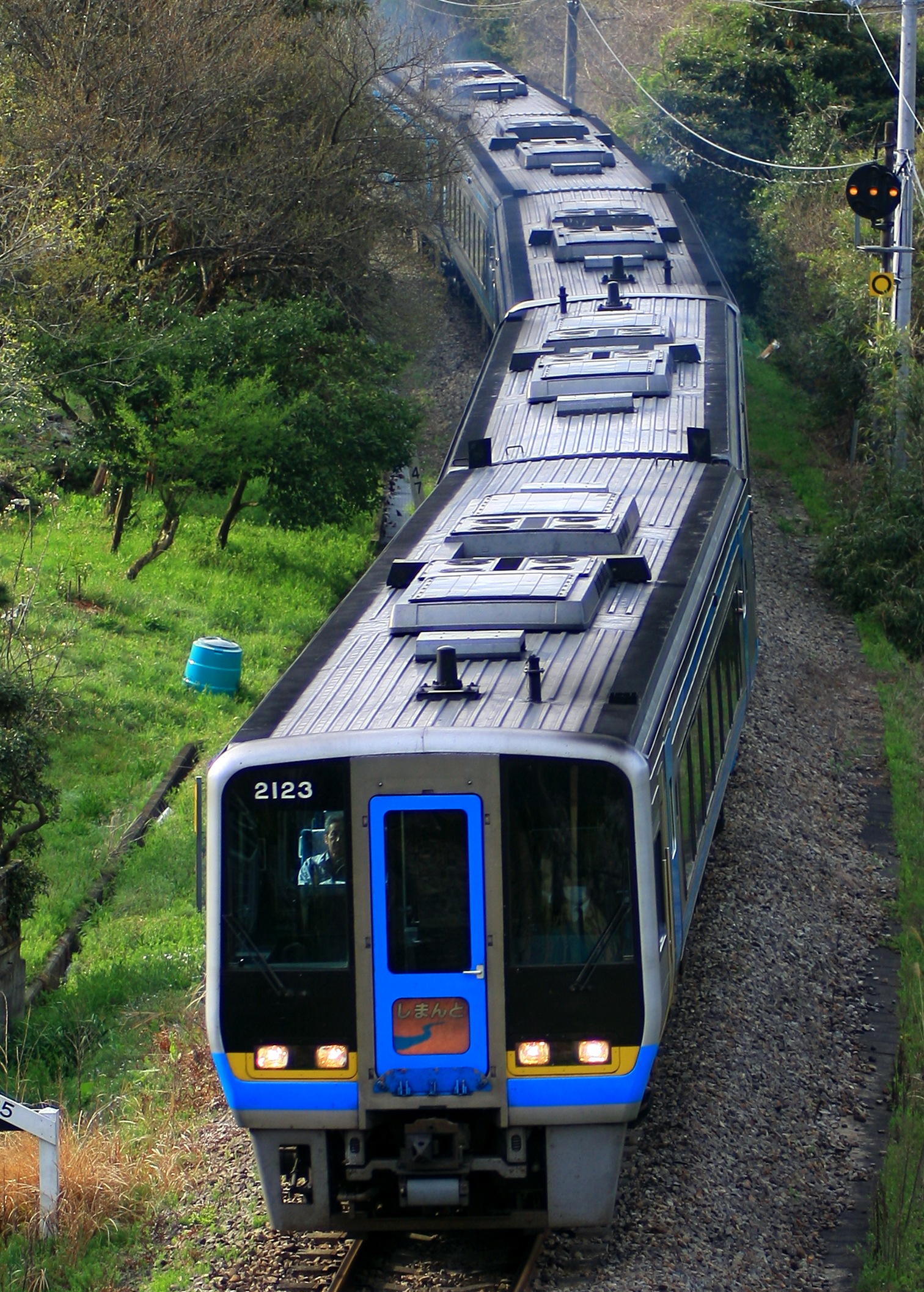
'시만토' 4호
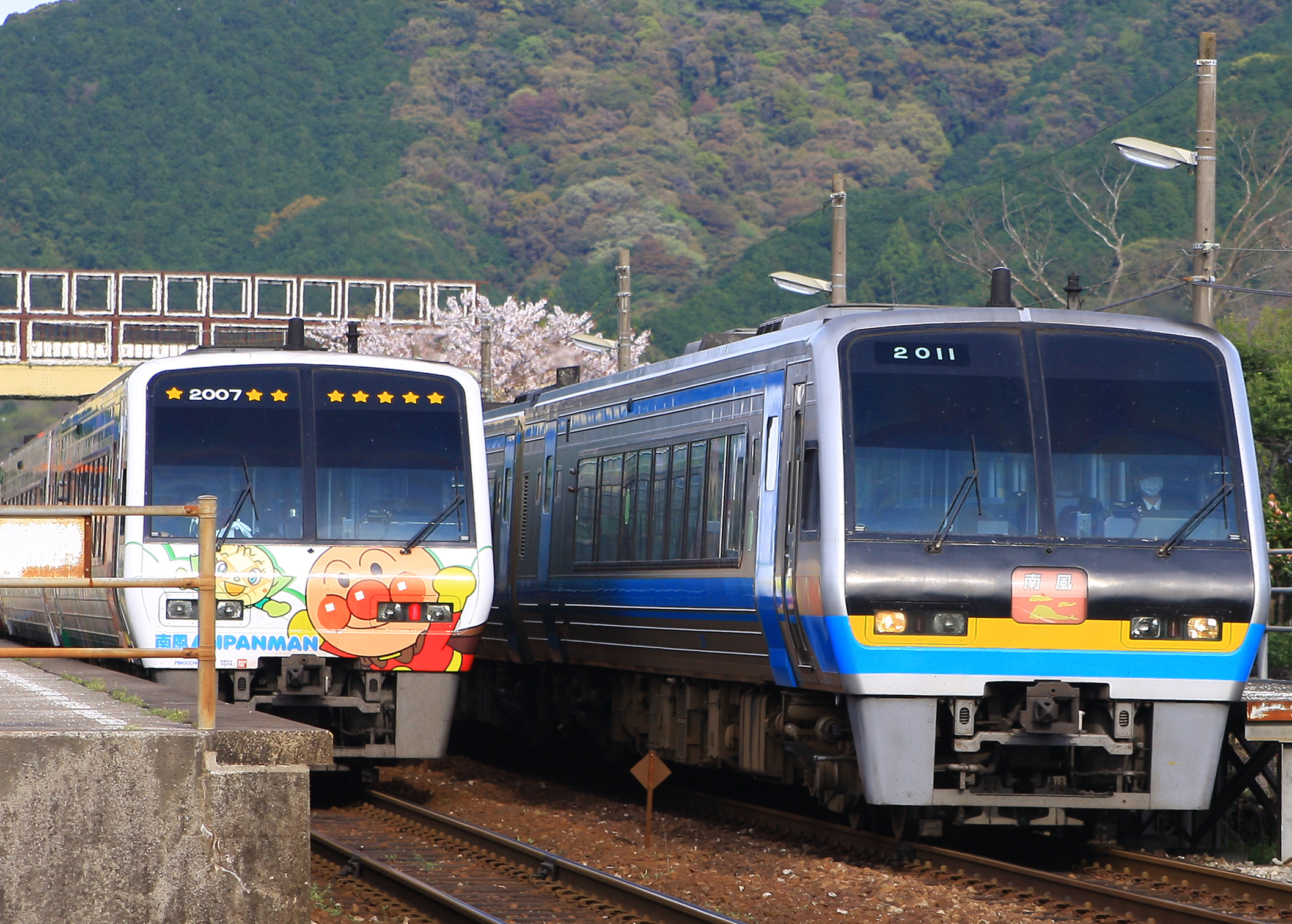
'난푸' 11호와 '난푸' 24호
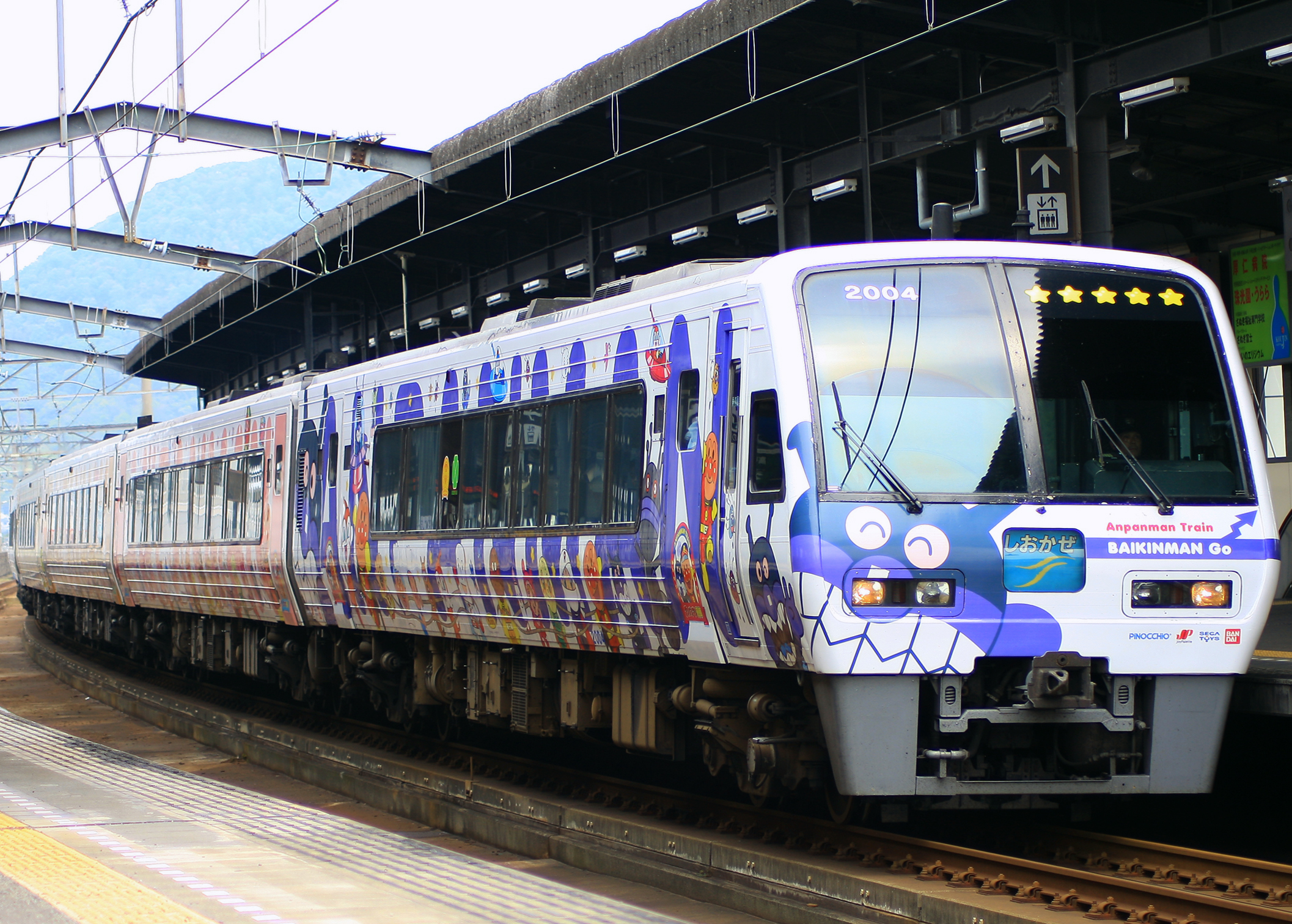
'시오카제' 9호
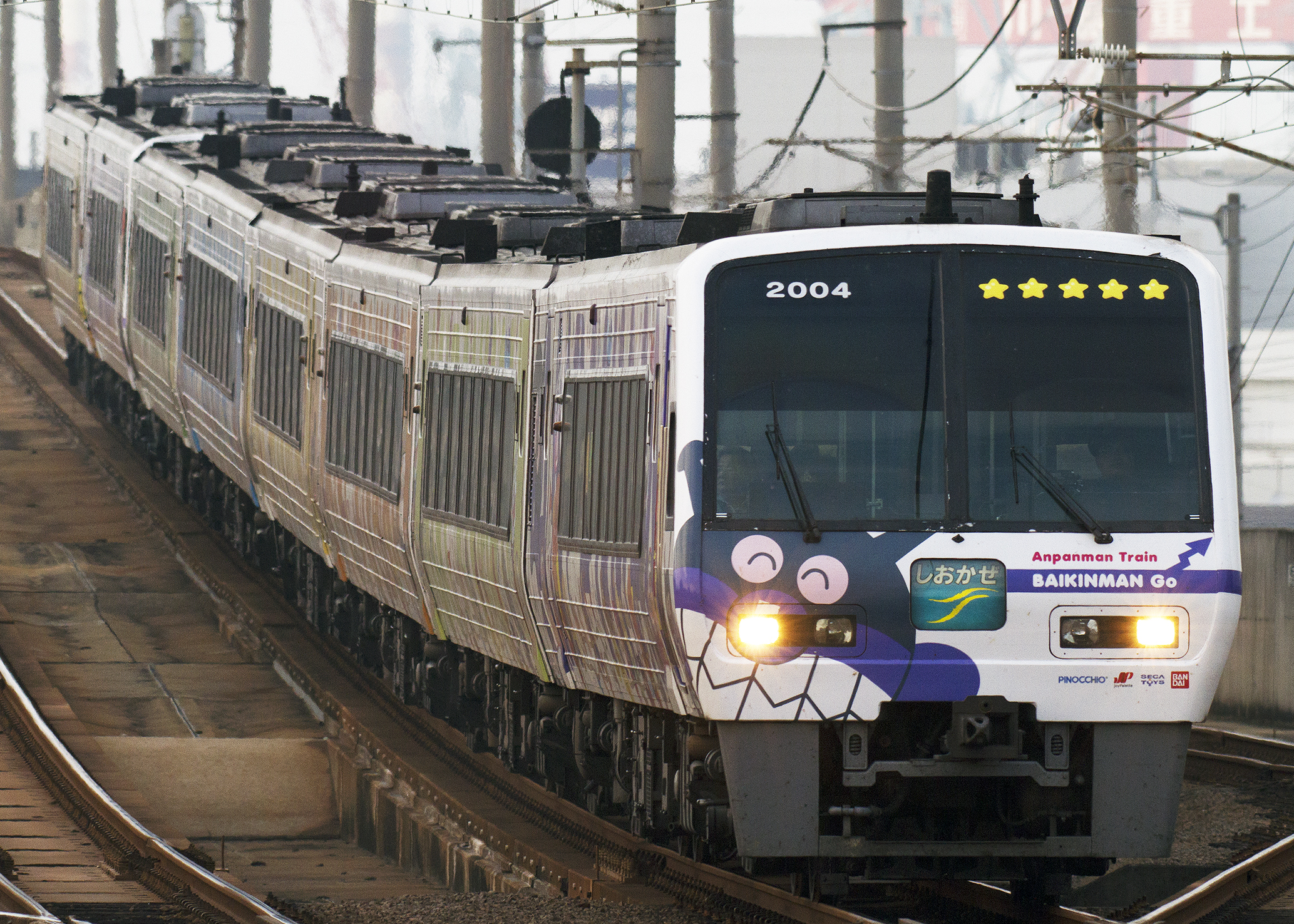
'시오카제' 21호
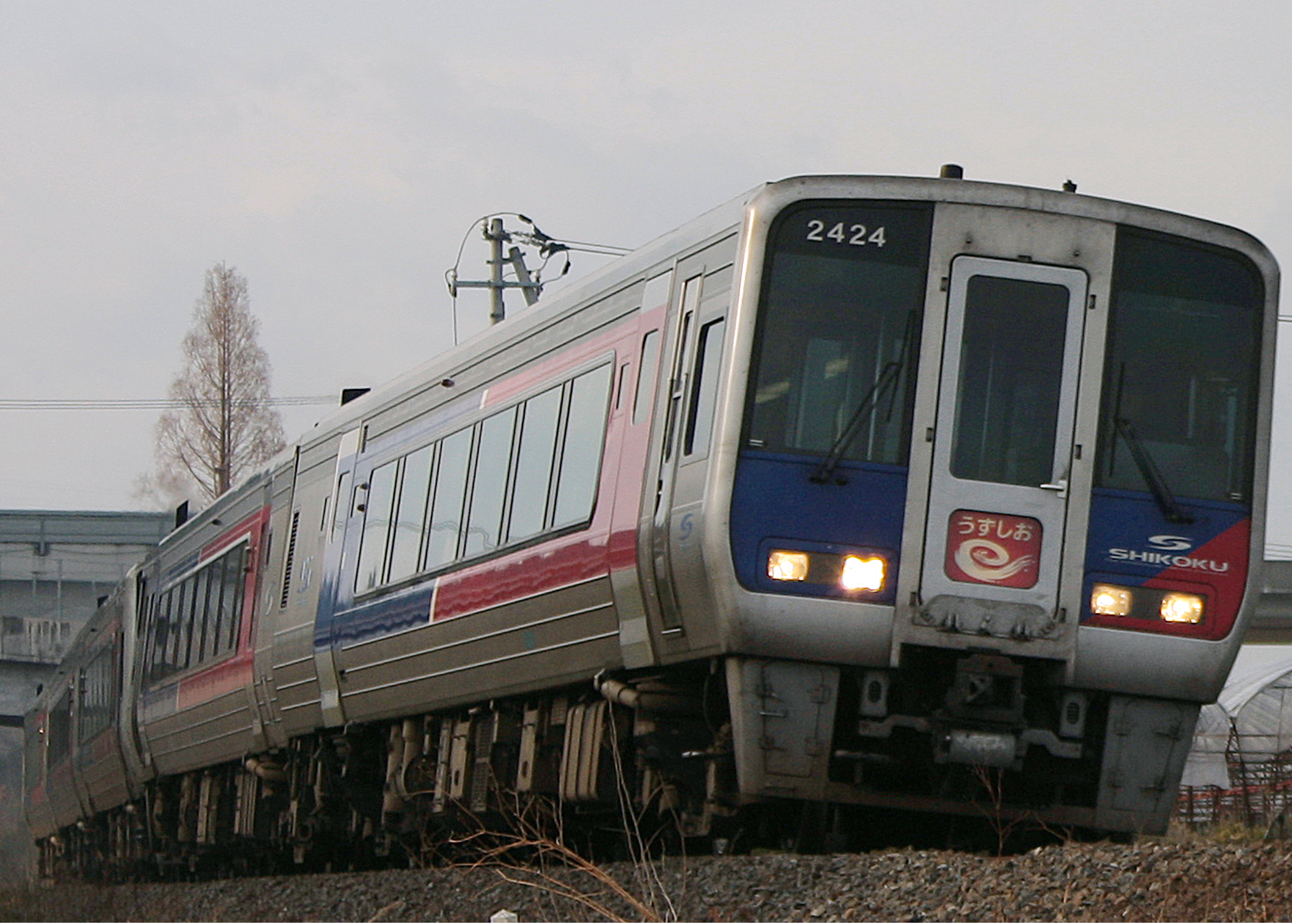
'우즈시오' 4호
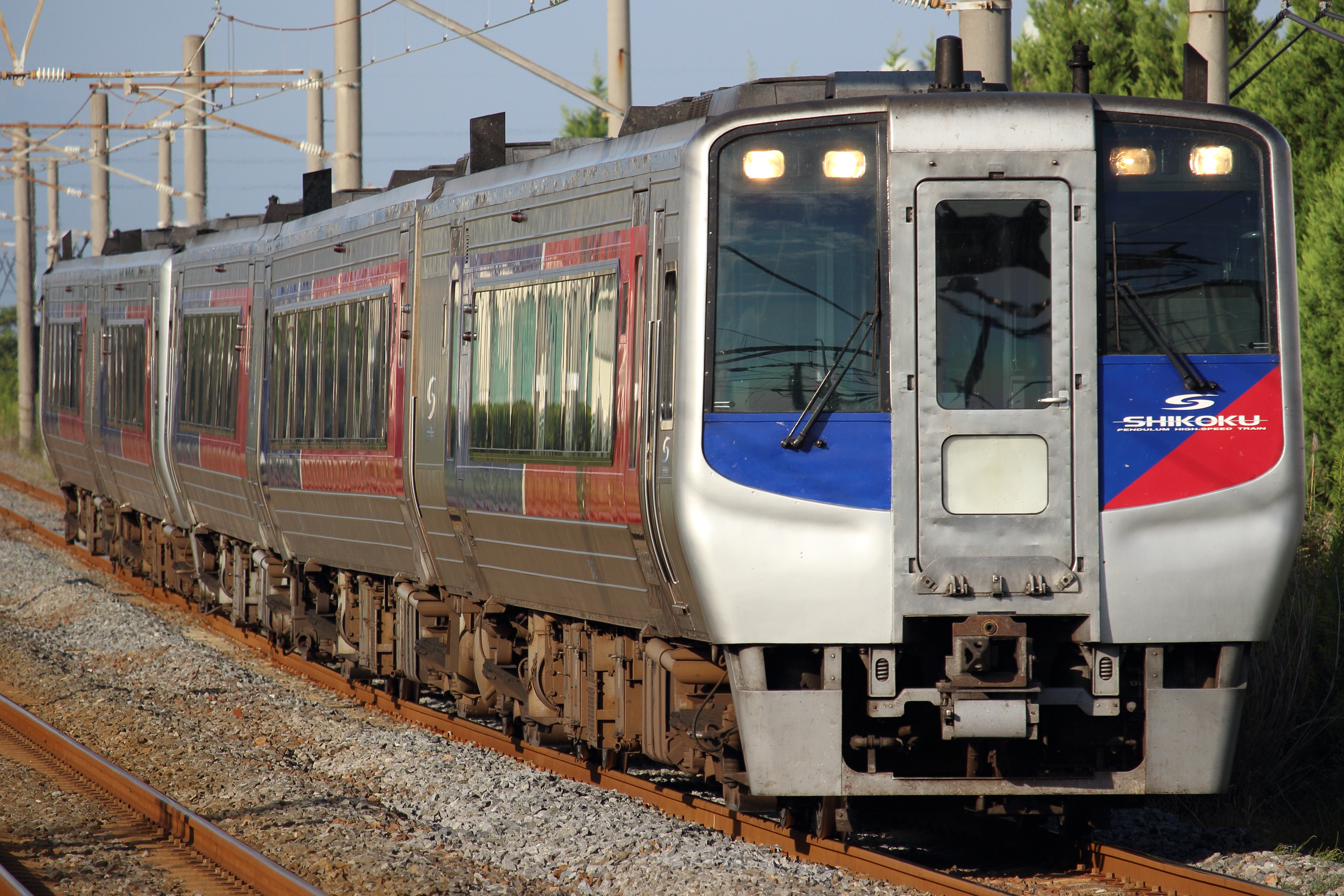
'모닝 EXP 다카마쓰'

### 배치·소속
양산차는 마쓰야마 운전소·고치 운전소·다카마쓰 운전소에 59량이 재적하지만 그린·보통 합조차의 2000형 및 중간차의 2200형은 다카마쓰 운전소에 배치되지 않으며 2005년 3월 2일에 도사쿠로시오 철도 스쿠모 역 구내에서 발생한 열차 충돌 사고로 사고 편성 3량 중 2량(2008·2218)이 대파되었다. 스쿠모 역 복구 작업을 시작으로 당초에는 현지에서 해체반출 예정이었지만, 대형 크레인으로 들어올려 철거되었다(2량 모두 그 해 3월 31일 폐차). 비교적 손상이 적었던 2116는 다도쓰 공장으로 회송되어 수리된 후에 영업 운행 복귀했다.
스쿠모 역의 영업이 재개된 2005년 11월 1일 이후 폐차된 2량의 대체 신조는 실시되고 있지 않으나 대체 분으로 마쓰야마 운전소의 2006이 고치 운전소에 배치되고, 이어서 2006년 3월 18일 2206도 이곳에 전입했다. 예비의 모든 차량이 다카마쓰, 마쓰야마, 고치의 공통 운용이다.
다카마쓰 운전소에 소속된 2218과 2219는 각각 마쓰야마 운전소와 고치 운전소로 전속하고 있다. 또한 마쓰야마 운전소에 소속된 2211(2011년 3월 12일자)과 2209(2012년 3월 17일자)가 고치 운전소로 전속하고 있다.
N2000계는 당초 2424만 고치 운전소에 배치되었으나 2014년 현재 전 차량이 다카마쓰 운전소에 배치되어 있다.
- 다카마쓰 운전소: 23량
  - 2100형: 4량(2120-2123)
  - 2150형: 3량(2153-2155)
  - 2400형: 6량(2424-2429)
  - 2450형: 6량(2458-2463)
  - 2500형: 4량(2520-2523)
- 마쓰야마 운전소: 25량
  - 2000형: 3량(2001, 2004, 2005)
  - 2100형: 9량(2101, 2107, 2109-2114, 2118)
  - 2150형: 4량(2151, 2152, 2156, 2157)
  - 2200형: 9량(2201, 2204, 2207, 2208, 2210, 2214-2217)
- 고치 운전소: 30량
  - 2000형: 8량(2002, 2003, 2006, 2007, 2009-2011, 2030)
  - 2100형: 11량(2102-2106, 2108, 2115-2117, 2119, 2130)
  - 2200형: 11량(2202, 2203, 2205, 2206, 2209, 2211-2213, 2219, 2230, 2231)

### 앙팡맨 열차
양산 차의 일부는 '앙팡맨 열차'로 운행되고 있다. 수차례의 리뉴얼 후 실내를 '앙팡맨'의 인테리어로 했으며 차내 차임도 오르골 '앙팡맨의 행진곡'으로 변경하는 개조가 실시되었다. 특히 2000형의 보통차 지정석 부분은 '앙팡맨 시트'가 되고 있어 좌석과 내부에 앙팡맨의 캐릭터가 그려지고 있다.
2014년 3월 현재 '앙팡맨 열차'로 운행되는 차량은 다음과 같으며 고치 운전소 소속의 2006은 외관이 양산차와 동일하지만, 내장에 호빵맨 시트가 배치되고 있다. 이 때문에 '앙팡맨 열차'의 2000형이 검사 등으로 운용에서 벗어난 경우 2006이 대체 운용에 들어간다.
- 도산 선
2종류가 존재하며 모두 기본적으로 고정 편성으로 운용된다. 덧붙여 헤드 마크는 사용하지 않는다.
  - 1호(그린): 2007+2212+2104
특급 '난푸' 2왕복(하행: 3.25호/상행: 2.24호)에서 운용. 초기에는 4량 편성으로 운행되고 있었지만, 운용 변경으로 2203이 빠져 3량이 되었다. 토요일은 일반차 1량을 증결한 4량 편성으로 운행된다.
  - 2호(오렌지): 2030+2230+2231+2130
특급 '난푸'(하행: 7.19호/상행: 6.18호)와 '아시즈리'(하행: 9호)에서 운용. 전 차량을 도사쿠로시오 철도가 소유하고 있으며 중간의 2230과 2231는 순서가 바뀌는 경우가 있다.

- 우노 선
특급 '시오카제'·'이시즈치'(모두 하행: 9.21호/상행: 10.22호), '우와카이'(하행: 5·11·23·29·31호/상행: 2·8·14·26호)에서 운용된다. 이곳은 1량 단위로 운용되고 있다.
  - 2000형
    - '바이킨만호': 2004
    - '도킨쟌호': 2005

## 이후의 동향
노후화에 따라 '시오카제'·'이시즈치'에 대해서는 2014년 6월 이후 투입되는 8600계 전동차, '우와카이'에 대해서는 2015년 이후 도입하는 신형 디젤 동차에 따라 순차적으로 교체될 예정이다.

### 내용주
1. ↑  실제로는 후의 실험에서 엔진 1기에서 틸팅을 작동시켜도 문제가 없는 것이 판명되어 있다. 기관 고장으로 예비차를 꾸려 나갈 수가 없는 경우에는 엔진 1기만으로 틸팅을 작동시키고 있다[2]。
2. ↑  TSE및 양산차 도입에 임해 홈의 높이가 낮은 역에서는 인상이 실시되었다.
3. ↑  보통의 경량 스테인리스 차량은 1.5 mm, 나머지는 JR동일본 209계 0번대 사례가 있다.
4. ↑  키하181계는 8000계 전동차 양산차가 투입된 1993년에 전차량이 폐차되었다. 키하185계는 20량이 큐슈 여객철도(JR큐슈)에 양도되어 JR시코쿠에 남은 32량 가운데 일부는 보통 열차 사양(3000번대, 3100번대)으로 개조되었다(자세한 내용은 '국철 키하185계 동차'를 참조).

### 참조주
1. ↑  《철도 팬 1989년 4월호(통권 336호) 특집: JR 각사의 상태·트레인》. 교우사. 다음 글자 무시됨: ‘和書’ (도움말)
2. ↑  《주간 철도 데이터 파일 299호》. 데아고스티니 재팬. 2009년 12월 1일. 다음 글자 무시됨: ‘和書’ (도움말)
3. ↑  “특급형 직류 전동차 신조에 대해” (보도 자료). 시코쿠 여객철도. 2013년 11월 25일. 2013년 12월 4일에 원본 문서에서 보존된 문서. 2014년 11월 7일에 확인함.